# Llista d'asteroides (300001-301000)
Llista d'asteroides del 300.001 al 301.000, amb data de descoberta i descobridor. És un fragment de la llista d'asteroides completa. Als asteroides se'ls dona un número quan es confirma la seva òrbita, per tant apareixen llistats aproximadament segons la data de descobriment.

## 300001-300100
| Nom               | Designació provisional | Data de descobriment   | Lloc de descobriment | Descobridor/s       |
| ----------------- | ---------------------- | ---------------------- | -------------------- | ------------------- |
| 300001            | 2006 UA35              | 16 d'octubre de 2006   | Kitt Peak            | Spacewatch          |
| 300002            | 2006 US35              | 16 d'octubre de 2006   | Kitt Peak            | Spacewatch          |
| 300003            | 2006 UK37              | 16 d'octubre de 2006   | Kitt Peak            | Spacewatch          |
| 300004            | 2006 UC40              | 16 d'octubre de 2006   | Kitt Peak            | Spacewatch          |
| 300005            | 2006 UQ40              | 16 d'octubre de 2006   | Kitt Peak            | Spacewatch          |
| 300006            | 2006 UY42              | 16 d'octubre de 2006   | Kitt Peak            | Spacewatch          |
| 300007            | 2006 UU47              | 17 d'octubre de 2006   | Kitt Peak            | Spacewatch          |
| 300008            | 2006 UC50              | 17 d'octubre de 2006   | Kitt Peak            | Spacewatch          |
| 300009            | 2006 UA53              | 17 d'octubre de 2006   | Mount Lemmon         | Mt. Lemmon Survey   |
| 300010            | 2006 UA54              | 17 d'octubre de 2006   | Mount Lemmon         | Mt. Lemmon Survey   |
| 300011            | 2006 UC68              | 16 d'octubre de 2006   | Catalina             | CSS                 |
| 300012            | 2006 UN68              | 30 de setembre de 2006 | Catalina             | CSS                 |
| 300013            | 2006 UG72              | 17 d'octubre de 2006   | Mount Lemmon         | Mt. Lemmon Survey   |
| 300014            | 2006 UG73              | 17 d'octubre de 2006   | Kitt Peak            | Spacewatch          |
| 300015            | 2006 UQ73              | 17 d'octubre de 2006   | Kitt Peak            | Spacewatch          |
| 300016            | 2006 UO74              | 17 d'octubre de 2006   | Kitt Peak            | Spacewatch          |
| 300017            | 2006 UU78              | 17 d'octubre de 2006   | Kitt Peak            | Spacewatch          |
| 300018            | 2006 UZ79              | 17 d'octubre de 2006   | Mount Lemmon         | Mt. Lemmon Survey   |
| 300019            | 2006 UU84              | 17 d'octubre de 2006   | Mount Lemmon         | Mt. Lemmon Survey   |
| 300020            | 2006 UM85              | 17 d'octubre de 2006   | Mount Lemmon         | Mt. Lemmon Survey   |
| 300021            | 2006 UV86              | 17 d'octubre de 2006   | Mount Lemmon         | Mt. Lemmon Survey   |
| 300022            | 2006 UE89              | 17 d'octubre de 2006   | Kitt Peak            | Spacewatch          |
| 300023            | 2006 UD91              | 17 d'octubre de 2006   | Kitt Peak            | Spacewatch          |
| 300024            | 2006 UZ91              | 18 d'octubre de 2006   | Kitt Peak            | Spacewatch          |
| 300025            | 2006 UL92              | 18 d'octubre de 2006   | Kitt Peak            | Spacewatch          |
| 300026            | 2006 UO97              | 18 d'octubre de 2006   | Kitt Peak            | Spacewatch          |
| 300027            | 2006 UK98              | 18 d'octubre de 2006   | Kitt Peak            | Spacewatch          |
| 300028            | 2006 UT98              | 18 d'octubre de 2006   | Kitt Peak            | Spacewatch          |
| 300029            | 2006 UM100             | 18 d'octubre de 2006   | Kitt Peak            | Spacewatch          |
| 300030            | 2006 UX101             | 18 d'octubre de 2006   | Kitt Peak            | Spacewatch          |
| 300031            | 2006 UC107             | 18 d'octubre de 2006   | Kitt Peak            | Spacewatch          |
| 300032            | 2006 UA109             | 18 d'octubre de 2006   | Kitt Peak            | Spacewatch          |
| 300033            | 2006 UG109             | 18 d'octubre de 2006   | Kitt Peak            | Spacewatch          |
| 300034            | 2006 UN113             | 19 d'octubre de 2006   | Kitt Peak            | Spacewatch          |
| 300035            | 2006 UN123             | 19 d'octubre de 2006   | Kitt Peak            | Spacewatch          |
| 300036            | 2006 UV123             | 19 d'octubre de 2006   | Kitt Peak            | Spacewatch          |
| 300037            | 2006 UL131             | 19 d'octubre de 2006   | Kitt Peak            | Spacewatch          |
| 300038            | 2006 UF132             | 19 d'octubre de 2006   | Mount Lemmon         | Mt. Lemmon Survey   |
| 300039            | 2006 UT132             | 19 d'octubre de 2006   | Kitt Peak            | Spacewatch          |
| 300040            | 2006 UY133             | 19 d'octubre de 2006   | Kitt Peak            | Spacewatch          |
| 300041            | 2006 UR135             | 19 d'octubre de 2006   | Kitt Peak            | Spacewatch          |
| 300042            | 2006 UY135             | 19 d'octubre de 2006   | Kitt Peak            | Spacewatch          |
| 300043            | 2006 UT137             | 19 d'octubre de 2006   | Mount Lemmon         | Mt. Lemmon Survey   |
| 300044            | 2006 UU137             | 19 d'octubre de 2006   | Mount Lemmon         | Mt. Lemmon Survey   |
| 300045            | 2006 UQ139             | 19 d'octubre de 2006   | Mount Lemmon         | Mt. Lemmon Survey   |
| 300046            | 2006 UQ140             | 19 d'octubre de 2006   | Kitt Peak            | Spacewatch          |
| 300047            | 2006 UB141             | 19 d'octubre de 2006   | Kitt Peak            | Spacewatch          |
| 300048            | 2006 UC141             | 19 d'octubre de 2006   | Mount Lemmon         | Mt. Lemmon Survey   |
| 300049            | 2006 UB142             | 19 d'octubre de 2006   | Kitt Peak            | Spacewatch          |
| 300050            | 2006 UX166             | 21 d'octubre de 2006   | Mount Lemmon         | Mt. Lemmon Survey   |
| 300051            | 2006 UU169             | 21 d'octubre de 2006   | Mount Lemmon         | Mt. Lemmon Survey   |
| 300052            | 2006 UW169             | 21 d'octubre de 2006   | Mount Lemmon         | Mt. Lemmon Survey   |
| 300053            | 2006 UG172             | 21 d'octubre de 2006   | Kitt Peak            | Spacewatch          |
| 300054            | 2006 UH173             | 22 d'octubre de 2006   | Mount Lemmon         | Mt. Lemmon Survey   |
| 300055            | 2006 UQ178             | 16 d'octubre de 2006   | Catalina             | CSS                 |
| 300056            | 2006 US181             | 16 d'octubre de 2006   | Catalina             | CSS                 |
| 300057            | 2006 UF183             | 17 d'octubre de 2006   | Catalina             | CSS                 |
| 300058            | 2006 US184             | 23 d'octubre de 2006   | Kitami               | K. Endate           |
| 300059            | 2006 UV186             | 19 d'octubre de 2006   | Catalina             | CSS                 |
| 300060            | 2006 UO187             | 19 d'octubre de 2006   | Catalina             | CSS                 |
| 300061            | 2006 UA189             | 19 d'octubre de 2006   | Catalina             | CSS                 |
| 300062            | 2006 UR189             | 19 d'octubre de 2006   | Catalina             | CSS                 |
| 300063            | 2006 UH193             | 20 d'octubre de 2006   | Mount Lemmon         | Mt. Lemmon Survey   |
| 300064            | 2006 UJ194             | 20 d'octubre de 2006   | Kitt Peak            | Spacewatch          |
| 300065            | 2006 UJ196             | 20 d'octubre de 2006   | Kitt Peak            | Spacewatch          |
| 300066            | 2006 UM200             | 21 d'octubre de 2006   | Kitt Peak            | Spacewatch          |
| 300067            | 2006 UB201             | 21 d'octubre de 2006   | Kitt Peak            | Spacewatch          |
| 300068            | 2006 UF204             | 22 d'octubre de 2006   | Palomar              | NEAT                |
| 300069            | 2006 UP204             | 22 d'octubre de 2006   | Palomar              | NEAT                |
| 300070            | 2006 UA206             | 23 d'octubre de 2006   | Kitt Peak            | Spacewatch          |
| 300071            | 2006 UU206             | 23 d'octubre de 2006   | Kitt Peak            | Spacewatch          |
| 300072            | 2006 UV206             | 23 d'octubre de 2006   | Kitt Peak            | Spacewatch          |
| 300073            | 2006 UD207             | 23 d'octubre de 2006   | Kitt Peak            | Spacewatch          |
| 300074            | 2006 UQ207             | 23 d'octubre de 2006   | Palomar              | NEAT                |
| 300075            | 2006 UV208             | 23 d'octubre de 2006   | Kitt Peak            | Spacewatch          |
| 300076            | 2006 UC211             | 23 d'octubre de 2006   | Kitt Peak            | Spacewatch          |
| 300077            | 2006 UC214             | 23 d'octubre de 2006   | Kitt Peak            | Spacewatch          |
| 300078            | 2006 UV214             | 25 d'octubre de 2006   | Lulin                | H.-C. Lin, Q.-z. Ye |
| 300079            | 2006 UF215             | 26 d'octubre de 2006   | Wildberg             | R. Apitzsch         |
| 300080            | 2006 UR215             | 25 d'octubre de 2006   | Piszkesteto          | J. Kelemen          |
| 300081            | 2006 UB217             | 29 d'octubre de 2006   | Desert Moon          | B. L. Stevens       |
| 300082 Moyocoanno | 2006 US217             | 25 d'octubre de 2006   | Kuma Kogen           | Y. Fujita           |
| 300083            | 2006 UO218             | 16 d'octubre de 2006   | Kitt Peak            | Spacewatch          |
| 300084            | 2006 UF223             | 17 d'octubre de 2006   | Catalina             | CSS                 |
| 300085            | 2006 UF226             | 20 d'octubre de 2006   | Palomar              | NEAT                |
| 300086            | 2006 UK227             | 20 d'octubre de 2006   | Palomar              | NEAT                |
| 300087            | 2006 UX228             | 20 d'octubre de 2006   | Palomar              | NEAT                |
| 300088            | 2006 UB232             | 21 d'octubre de 2006   | Mount Lemmon         | Mt. Lemmon Survey   |
| 300089            | 2006 UV232             | 21 d'octubre de 2006   | Palomar              | NEAT                |
| 300090            | 2006 UQ234             | 22 d'octubre de 2006   | Mount Lemmon         | Mt. Lemmon Survey   |
| 300091            | 2006 UT237             | 23 d'octubre de 2006   | Kitt Peak            | Spacewatch          |
| 300092            | 2006 UB239             | 23 d'octubre de 2006   | Kitt Peak            | Spacewatch          |
| 300093            | 2006 UE244             | 27 d'octubre de 2006   | Mount Lemmon         | Mt. Lemmon Survey   |
| 300094            | 2006 UC248             | 27 d'octubre de 2006   | Mount Lemmon         | Mt. Lemmon Survey   |
| 300095            | 2006 UL252             | 27 d'octubre de 2006   | Mount Lemmon         | Mt. Lemmon Survey   |
| 300096            | 2006 UB255             | 27 d'octubre de 2006   | Mount Lemmon         | Mt. Lemmon Survey   |
| 300097            | 2006 UM256             | 28 d'octubre de 2006   | Kitt Peak            | Spacewatch          |
| 300098            | 2006 UB260             | 28 d'octubre de 2006   | Mount Lemmon         | Mt. Lemmon Survey   |
| 300099            | 2006 UU264             | 27 d'octubre de 2006   | Mount Lemmon         | Mt. Lemmon Survey   |
| 300100            | 2006 UY264             | 27 d'octubre de 2006   | Mount Lemmon         | Mt. Lemmon Survey   |

## 300101-300200
| Nom    | Designació provisional | Data de descobriment   | Lloc de descobriment | Descobridor/s        |
| ------ | ---------------------- | ---------------------- | -------------------- | -------------------- |
| 300101 | 2006 UV265             | 27 d'octubre de 2006   | Catalina             | CSS                  |
| 300102 | 2006 UU269             | 27 d'octubre de 2006   | Kitt Peak            | Spacewatch           |
| 300103 | 2006 UW269             | 27 d'octubre de 2006   | Kitt Peak            | Spacewatch           |
| 300104 | 2006 UP273             | 27 d'octubre de 2006   | Kitt Peak            | Spacewatch           |
| 300105 | 2006 UX279             | 28 d'octubre de 2006   | Mount Lemmon         | Mt. Lemmon Survey    |
| 300106 | 2006 UV282             | 28 d'octubre de 2006   | Kitt Peak            | Spacewatch           |
| 300107 | 2006 UY285             | 28 d'octubre de 2006   | Kitt Peak            | Spacewatch           |
| 300108 | 2006 UO286             | 28 d'octubre de 2006   | Kitt Peak            | Spacewatch           |
| 300109 | 2006 UW321             | 22 d'octubre de 2006   | Siding Spring        | Siding Spring Survey |
| 300110 | 2006 UX321             | 25 d'octubre de 2006   | Siding Spring        | Siding Spring Survey |
| 300111 | 2006 UN329             | 23 d'octubre de 2006   | Catalina             | CSS                  |
| 300112 | 2006 UL330             | 16 d'octubre de 2006   | Apache Point         | A. C. Becker         |
| 300113 | 2006 UV331             | 21 d'octubre de 2006   | Apache Point         | A. C. Becker         |
| 300114 | 2006 UL335             | 17 d'octubre de 2006   | Catalina             | CSS                  |
| 300115 | 2006 UG337             | 28 d'octubre de 2006   | Catalina             | CSS                  |
| 300116 | 2006 UO345             | 28 d'octubre de 2006   | Mount Lemmon         | Mt. Lemmon Survey    |
| 300117 | 2006 UQ346             | 22 d'octubre de 2006   | Catalina             | CSS                  |
| 300118 | 2006 UH359             | 21 d'octubre de 2006   | Mount Lemmon         | Mt. Lemmon Survey    |
| 300119 | 2006 UK360             | 27 d'octubre de 2006   | Catalina             | CSS                  |
| 300120 | 2006 VO2               | 3 de novembre de 2006  | Charleston           | Charleston           |
| 300121 | 2006 VN4               | 9 de novembre de 2006  | Kitt Peak            | Spacewatch           |
| 300122 | 2006 VW7               | 10 de novembre de 2006 | Kitt Peak            | Spacewatch           |
| 300123 | 2006 VE12              | 11 de novembre de 2006 | Mount Lemmon         | Mt. Lemmon Survey    |
| 300124 | 2006 VG14              | 14 de novembre de 2006 | Vallemare Borbon     | V. S. Casulli        |
| 300125 | 2006 VS20              | 9 de novembre de 2006  | Kitt Peak            | Spacewatch           |
| 300126 | 2006 VC25              | 10 de novembre de 2006 | Kitt Peak            | Spacewatch           |
| 300127 | 2006 VF32              | 11 de novembre de 2006 | Mount Lemmon         | Mt. Lemmon Survey    |
| 300128 | 2006 VP32              | 11 de novembre de 2006 | Mount Lemmon         | Mt. Lemmon Survey    |
| 300129 | 2006 VZ37              | 12 de novembre de 2006 | Catalina             | CSS                  |
| 300130 | 2006 VH48              | 10 de novembre de 2006 | Kitt Peak            | Spacewatch           |
| 300131 | 2006 VU50              | 10 de novembre de 2006 | Kitt Peak            | Spacewatch           |
| 300132 | 2006 VY50              | 10 de novembre de 2006 | Kitt Peak            | Spacewatch           |
| 300133 | 2006 VF51              | 10 de novembre de 2006 | Kitt Peak            | Spacewatch           |
| 300134 | 2006 VJ52              | 11 de novembre de 2006 | Kitt Peak            | Spacewatch           |
| 300135 | 2006 VX54              | 11 de novembre de 2006 | Kitt Peak            | Spacewatch           |
| 300136 | 2006 VY55              | 11 de novembre de 2006 | Kitt Peak            | Spacewatch           |
| 300137 | 2006 VG56              | 11 de novembre de 2006 | Kitt Peak            | Spacewatch           |
| 300138 | 2006 VS58              | 11 de novembre de 2006 | Kitt Peak            | Spacewatch           |
| 300139 | 2006 VU58              | 11 de novembre de 2006 | Mount Lemmon         | Mt. Lemmon Survey    |
| 300140 | 2006 VB61              | 11 de novembre de 2006 | Kitt Peak            | Spacewatch           |
| 300141 | 2006 VV61              | 11 de novembre de 2006 | Kitt Peak            | Spacewatch           |
| 300142 | 2006 VW61              | 11 de novembre de 2006 | Kitt Peak            | Spacewatch           |
| 300143 | 2006 VY61              | 11 de novembre de 2006 | Kitt Peak            | Spacewatch           |
| 300144 | 2006 VW62              | 11 de novembre de 2006 | Kitt Peak            | Spacewatch           |
| 300145 | 2006 VO63              | 11 de novembre de 2006 | Kitt Peak            | Spacewatch           |
| 300146 | 2006 VJ67              | 11 de novembre de 2006 | Kitt Peak            | Spacewatch           |
| 300147 | 2006 VE68              | 11 de novembre de 2006 | Kitt Peak            | Spacewatch           |
| 300148 | 2006 VX73              | 11 de novembre de 2006 | Mount Lemmon         | Mt. Lemmon Survey    |
| 300149 | 2006 VU80              | 12 de novembre de 2006 | Mount Lemmon         | Mt. Lemmon Survey    |
| 300150 | 2006 VN81              | 12 de novembre de 2006 | Lulin                | H.-C. Lin, Q.-z. Ye  |
| 300151 | 2006 VR84              | 13 de novembre de 2006 | Mount Lemmon         | Mt. Lemmon Survey    |
| 300152 | 2006 VO85              | 14 de novembre de 2006 | Kitt Peak            | Spacewatch           |
| 300153 | 2006 VP85              | 14 de novembre de 2006 | Kitt Peak            | Spacewatch           |
| 300154 | 2006 VW89              | 14 de novembre de 2006 | Kitt Peak            | Spacewatch           |
| 300155 | 2006 VZ91              | 15 de novembre de 2006 | Kitt Peak            | Spacewatch           |
| 300156 | 2006 VP96              | 10 de novembre de 2006 | Kitt Peak            | Spacewatch           |
| 300157 | 2006 VW96              | 10 de novembre de 2006 | Kitt Peak            | Spacewatch           |
| 300158 | 2006 VB97              | 11 de novembre de 2006 | Kitt Peak            | Spacewatch           |
| 300159 | 2006 VW121             | 14 de novembre de 2006 | Mount Lemmon         | Mt. Lemmon Survey    |
| 300160 | 2006 VV126             | 15 de novembre de 2006 | Kitt Peak            | Spacewatch           |
| 300161 | 2006 VU131             | 15 de novembre de 2006 | Kitt Peak            | Spacewatch           |
| 300162 | 2006 VG135             | 15 de novembre de 2006 | Kitt Peak            | Spacewatch           |
| 300163 | 2006 VW139             | 15 de novembre de 2006 | Kitt Peak            | Spacewatch           |
| 300164 | 2006 VE140             | 15 de novembre de 2006 | Kitt Peak            | Spacewatch           |
| 300165 | 2006 VW140             | 15 de novembre de 2006 | Kitt Peak            | Spacewatch           |
| 300166 | 2006 VQ142             | 14 de novembre de 2006 | Kitt Peak            | Spacewatch           |
| 300167 | 2006 VM143             | 15 de novembre de 2006 | Kitt Peak            | Spacewatch           |
| 300168 | 2006 VA144             | 15 de novembre de 2006 | Catalina             | CSS                  |
| 300169 | 2006 VC146             | 15 de novembre de 2006 | Socorro              | LINEAR               |
| 300170 | 2006 VB151             | 9 de novembre de 2006  | Palomar              | NEAT                 |
| 300171 | 2006 VS151             | 9 de novembre de 2006  | Palomar              | NEAT                 |
| 300172 | 2006 VS168             | 1 de novembre de 2006  | Catalina             | CSS                  |
| 300173 | 2006 WT                | 17 de novembre de 2006 | Socorro              | LINEAR               |
| 300174 | 2006 WM11              | 16 de novembre de 2006 | Socorro              | LINEAR               |
| 300175 | 2006 WV20              | 17 de novembre de 2006 | Mount Lemmon         | Mt. Lemmon Survey    |
| 300176 | 2006 WG26              | 18 de novembre de 2006 | Kitt Peak            | Spacewatch           |
| 300177 | 2006 WD33              | 16 de novembre de 2006 | Kitt Peak            | Spacewatch           |
| 300178 | 2006 WV36              | 16 de novembre de 2006 | Kitt Peak            | Spacewatch           |
| 300179 | 2006 WY36              | 16 de novembre de 2006 | Kitt Peak            | Spacewatch           |
| 300180 | 2006 WX42              | 16 de novembre de 2006 | Kitt Peak            | Spacewatch           |
| 300181 | 2006 WK45              | 16 de novembre de 2006 | Mount Lemmon         | Mt. Lemmon Survey    |
| 300182 | 2006 WJ53              | 16 de novembre de 2006 | Catalina             | CSS                  |
| 300183 | 2006 WZ58              | 17 de novembre de 2006 | Kitt Peak            | Spacewatch           |
| 300184 | 2006 WK61              | 17 de novembre de 2006 | Socorro              | LINEAR               |
| 300185 | 2006 WB62              | 17 de novembre de 2006 | Catalina             | CSS                  |
| 300186 | 2006 WG64              | 17 de novembre de 2006 | Mount Lemmon         | Mt. Lemmon Survey    |
| 300187 | 2006 WK65              | 17 de novembre de 2006 | Mount Lemmon         | Mt. Lemmon Survey    |
| 300188 | 2006 WD70              | 18 de novembre de 2006 | Kitt Peak            | Spacewatch           |
| 300189 | 2006 WU71              | 18 de novembre de 2006 | Kitt Peak            | Spacewatch           |
| 300190 | 2006 WV75              | 18 de novembre de 2006 | Kitt Peak            | Spacewatch           |
| 300191 | 2006 WQ86              | 18 de novembre de 2006 | Socorro              | LINEAR               |
| 300192 | 2006 WW87              | 18 de novembre de 2006 | Mount Lemmon         | Mt. Lemmon Survey    |
| 300193 | 2006 WH92              | 19 de novembre de 2006 | Kitt Peak            | Spacewatch           |
| 300194 | 2006 WC95              | 19 de novembre de 2006 | Kitt Peak            | Spacewatch           |
| 300195 | 2006 WO96              | 19 de novembre de 2006 | Kitt Peak            | Spacewatch           |
| 300196 | 2006 WZ96              | 19 de novembre de 2006 | Kitt Peak            | Spacewatch           |
| 300197 | 2006 WX99              | 19 de novembre de 2006 | Catalina             | CSS                  |
| 300198 | 2006 WH100             | 19 de novembre de 2006 | Catalina             | CSS                  |
| 300199 | 2006 WK100             | 19 de novembre de 2006 | Catalina             | CSS                  |
| 300200 | 2006 WS100             | 19 de novembre de 2006 | Socorro              | LINEAR               |

## 300201-300300
| Nom               | Designació provisional | Data de descobriment   | Lloc de descobriment | Descobridor/s          |
| ----------------- | ---------------------- | ---------------------- | -------------------- | ---------------------- |
| 300201            | 2006 WG101             | 19 de novembre de 2006 | Socorro              | LINEAR                 |
| 300202            | 2006 WE109             | 19 de novembre de 2006 | Kitt Peak            | Spacewatch             |
| 300203            | 2006 WE111             | 19 de novembre de 2006 | Kitt Peak            | Spacewatch             |
| 300204            | 2006 WR117             | 20 de novembre de 2006 | Kitt Peak            | Spacewatch             |
| 300205            | 2006 WH125             | 22 de novembre de 2006 | Mount Lemmon         | Mt. Lemmon Survey      |
| 300206            | 2006 WW126             | 15 de novembre de 2006 | Catalina             | CSS                    |
| 300207            | 2006 WB137             | 19 de novembre de 2006 | Catalina             | CSS                    |
| 300208            | 2006 WF139             | 19 de novembre de 2006 | Kitt Peak            | Spacewatch             |
| 300209            | 2006 WT151             | 21 de novembre de 2006 | Mount Lemmon         | Mt. Lemmon Survey      |
| 300210            | 2006 WB152             | 21 de novembre de 2006 | Mount Lemmon         | Mt. Lemmon Survey      |
| 300211            | 2006 WP152             | 21 de novembre de 2006 | Mount Lemmon         | Mt. Lemmon Survey      |
| 300212            | 2006 WZ153             | 22 de novembre de 2006 | Mount Lemmon         | Mt. Lemmon Survey      |
| 300213            | 2006 WC156             | 22 de novembre de 2006 | Mount Lemmon         | Mt. Lemmon Survey      |
| 300214            | 2006 WH174             | 23 de novembre de 2006 | Kitt Peak            | Spacewatch             |
| 300215            | 2006 WC180             | 24 de novembre de 2006 | Mount Lemmon         | Mt. Lemmon Survey      |
| 300216            | 2006 WK180             | 24 de novembre de 2006 | Mount Lemmon         | Mt. Lemmon Survey      |
| 300217            | 2006 WK182             | 24 de novembre de 2006 | Mount Lemmon         | Mt. Lemmon Survey      |
| 300218            | 2006 WG187             | 23 de novembre de 2006 | Mount Lemmon         | Mt. Lemmon Survey      |
| 300219            | 2006 WN187             | 23 de novembre de 2006 | Mount Lemmon         | Mt. Lemmon Survey      |
| 300220            | 2006 WT191             | 27 de novembre de 2006 | Kitt Peak            | Spacewatch             |
| 300221 Brucebills | 2006 XA5               | 10 de desembre de 2006 | Laurel               | Laurel                 |
| 300222            | 2006 XF6               | 8 de desembre de 2006  | Palomar              | NEAT                   |
| 300223            | 2006 XK32              | 9 de desembre de 2006  | Kitt Peak            | Spacewatch             |
| 300224            | 2006 XJ43              | 12 de desembre de 2006 | Catalina             | CSS                    |
| 300225            | 2006 XN44              | 13 de desembre de 2006 | Kitt Peak            | Spacewatch             |
| 300226            | 2006 XK51              | 13 de desembre de 2006 | San Marcello         | San Marcello           |
| 300227            | 2006 XA52              | 14 de desembre de 2006 | Socorro              | LINEAR                 |
| 300228            | 2006 XN54              | 15 de desembre de 2006 | Socorro              | LINEAR                 |
| 300229            | 2006 XF73              | 15 de desembre de 2006 | Kitt Peak            | Spacewatch             |
| 300230            | 2006 YZ                | 16 de desembre de 2006 | Kitt Peak            | Spacewatch             |
| 300231            | 2006 YV3               | 16 de desembre de 2006 | Mount Lemmon         | Mt. Lemmon Survey      |
| 300232            | 2006 YL5               | 17 de desembre de 2006 | Mount Lemmon         | Mt. Lemmon Survey      |
| 300233            | 2006 YX8               | 20 de desembre de 2006 | Palomar              | NEAT                   |
| 300234            | 2006 YH16              | 21 de desembre de 2006 | Mount Lemmon         | Mt. Lemmon Survey      |
| 300235            | 2006 YT17              | 22 de desembre de 2006 | Mount Lemmon         | Mt. Lemmon Survey      |
| 300236            | 2006 YM39              | 22 de desembre de 2006 | Kitt Peak            | Spacewatch             |
| 300237            | 2006 YD45              | 20 de desembre de 2006 | Palomar              | NEAT                   |
| 300238            | 2007 CM16              | 7 de febrer de 2007    | Mount Lemmon         | Mt. Lemmon Survey      |
| 300239            | 2007 CO25              | 8 de febrer de 2007    | Mount Lemmon         | Mt. Lemmon Survey      |
| 300240            | 2007 CP26              | 9 de febrer de 2007    | Marly                | P. Kocher              |
| 300241            | 2007 CQ60              | 10 de febrer de 2007   | Catalina             | CSS                    |
| 300242            | 2007 DZ70              | 21 de febrer de 2007   | Kitt Peak            | Spacewatch             |
| 300243            | 2007 DE117             | 21 de febrer de 2007   | Catalina             | CSS                    |
| 300244            | 2007 EY8               | 9 de març de 2007      | Mount Lemmon         | Mt. Lemmon Survey      |
| 300245            | 2007 EC20              | 10 de març de 2007     | Mount Lemmon         | Mt. Lemmon Survey      |
| 300246            | 2007 EE96              | 10 de març de 2007     | Mount Lemmon         | Mt. Lemmon Survey      |
| 300247            | 2007 EX111             | 11 de març de 2007     | Kitt Peak            | Spacewatch             |
| 300248            | 2007 ED165             | 15 de març de 2007     | Socorro              | LINEAR                 |
| 300249            | 2007 EE218             | 9 de març de 2007      | Mount Lemmon         | Mt. Lemmon Survey      |
| 300250            | 2007 EF222             | 10 de març de 2007     | Mount Lemmon         | Mt. Lemmon Survey      |
| 300251            | 2007 FX26              | 20 de març de 2007     | Kitt Peak            | Spacewatch             |
| 300252            | 2007 FN32              | 20 de març de 2007     | Kitt Peak            | Spacewatch             |
| 300253            | 2007 GP7               | 7 d'abril de 2007      | Mount Lemmon         | Mt. Lemmon Survey      |
| 300254            | 2007 GH36              | 14 d'abril de 2007     | Kitt Peak            | Spacewatch             |
| 300255            | 2007 GT47              | 14 d'abril de 2007     | Mount Lemmon         | Mt. Lemmon Survey      |
| 300256            | 2007 GV60              | 15 d'abril de 2007     | Kitt Peak            | Spacewatch             |
| 300257            | 2007 GV75              | 15 d'abril de 2007     | Kitt Peak            | Spacewatch             |
| 300258            | 2007 HT4               | 18 d'abril de 2007     | Pises                | Pises                  |
| 300259            | 2007 HJ16              | 23 d'abril de 2007     | Tiki                 | S. F. Hoenig, N. Teamo |
| 300260            | 2007 HJ24              | 18 d'abril de 2007     | Kitt Peak            | Spacewatch             |
| 300261            | 2007 HS25              | 18 d'abril de 2007     | Mount Lemmon         | Mt. Lemmon Survey      |
| 300262            | 2007 HQ31              | 19 d'abril de 2007     | Kitt Peak            | Spacewatch             |
| 300263            | 2007 HS32              | 19 d'abril de 2007     | Kitt Peak            | Spacewatch             |
| 300264            | 2007 HO35              | 19 d'abril de 2007     | Mount Lemmon         | Mt. Lemmon Survey      |
| 300265            | 2007 HF81              | 25 d'abril de 2007     | Mount Lemmon         | Mt. Lemmon Survey      |
| 300266            | 2007 HW88              | 22 d'abril de 2007     | Kitt Peak            | Spacewatch             |
| 300267            | 2007 JR2               | 7 de maig de 2007      | Lulin                | LUSS                   |
| 300268            | 2007 JK5               | 9 de maig de 2007      | Mount Lemmon         | Mt. Lemmon Survey      |
| 300269            | 2007 JE11              | 7 de maig de 2007      | Kitt Peak            | Spacewatch             |
| 300270            | 2007 JZ16              | 7 de maig de 2007      | Kitt Peak            | Spacewatch             |
| 300271            | 2007 JO26              | 9 de maig de 2007      | Kitt Peak            | Spacewatch             |
| 300272            | 2007 JK28              | 10 de maig de 2007     | Kitt Peak            | Spacewatch             |
| 300273            | 2007 JJ32              | 12 de maig de 2007     | Kitt Peak            | Spacewatch             |
| 300274            | 2007 JB40              | 11 de maig de 2007     | Mount Lemmon         | Mt. Lemmon Survey      |
| 300275            | 2007 KR6               | 25 de maig de 2007     | Mount Lemmon         | Mt. Lemmon Survey      |
| 300276            | 2007 KG8               | 19 de maig de 2007     | Catalina             | CSS                    |
| 300277            | 2007 LR                | 8 de juny de 2007      | Kitt Peak            | Spacewatch             |
| 300278            | 2007 LA21              | 12 de juny de 2007     | Kitt Peak            | Spacewatch             |
| 300279            | 2007 LU29              | 15 de juny de 2007     | Kitt Peak            | Spacewatch             |
| 300280            | 2007 MU2               | 16 de juny de 2007     | Kitt Peak            | Spacewatch             |
| 300281            | 2007 ME5               | 17 de juny de 2007     | Kitt Peak            | Spacewatch             |
| 300282            | 2007 MF11              | 21 de juny de 2007     | Mount Lemmon         | Mt. Lemmon Survey      |
| 300283            | 2007 ML23              | 22 de juny de 2007     | Kitt Peak            | Spacewatch             |
| 300284            | 2007 NX2               | 14 de juliol de 2007   | Tiki                 | S. F. Hoenig, N. Teamo |
| 300285            | 2007 OU3               | 20 de juliol de 2007   | La Sagra             | La Sagra               |
| 300286            | 2007 OV4               | 21 de juliol de 2007   | Lulin                | LUSS                   |
| 300287            | 2007 OA5               | 4 de març de 2006      | Kitt Peak            | Spacewatch             |
| 300288            | 2007 OX5               | 22 de juliol de 2007   | Lulin                | LUSS                   |
| 300289            | 2007 OM10              | 18 de juliol de 2007   | Mount Lemmon         | Mt. Lemmon Survey      |
| 300290            | 2007 PL1               | 5 d'agost de 2007      | Pla D'Arguines       | R. Ferrando            |
| 300291            | 2007 PN3               | 6 d'agost de 2007      | Lulin                | LUSS                   |
| 300292            | 2007 PK6               | 6 d'agost de 2007      | Reedy Creek          | J. Broughton           |
| 300293            | 2007 PN6               | 7 d'agost de 2007      | Reedy Creek          | J. Broughton           |
| 300294            | 2007 PZ7               | 10 d'agost de 2007     | Siding Spring        | Siding Spring Survey   |
| 300295            | 2007 PW8               | 6 d'agost de 2007      | Dauban               | Chante-Perdrix         |
| 300296            | 2007 PD10              | 8 d'agost de 2007      | Socorro              | LINEAR                 |
| 300297            | 2007 PG10              | 9 d'agost de 2007      | Socorro              | LINEAR                 |
| 300298            | 2007 PV11              | 8 d'agost de 2007      | Socorro              | LINEAR                 |
| 300299            | 2007 PB12              | 11 d'agost de 2007     | Socorro              | LINEAR                 |
| 300300            | 2007 PL12              | 6 d'agost de 2007      | Lulin                | LUSS                   |

## 300301-300400
| Nom    | Designació provisional | Data de descobriment   | Lloc de descobriment | Descobridor/s          |
| ------ | ---------------------- | ---------------------- | -------------------- | ---------------------- |
| 300301 | 2007 PH15              | 8 d'agost de 2007      | Socorro              | LINEAR                 |
| 300302 | 2007 PC16              | 8 d'agost de 2007      | Socorro              | LINEAR                 |
| 300303 | 2007 PM18              | 9 d'agost de 2007      | Socorro              | LINEAR                 |
| 300304 | 2007 PY18              | 9 d'agost de 2007      | Socorro              | LINEAR                 |
| 300305 | 2007 PE19              | 9 d'agost de 2007      | Socorro              | LINEAR                 |
| 300306 | 2007 PA20              | 9 d'agost de 2007      | Socorro              | LINEAR                 |
| 300307 | 2007 PF21              | 9 d'agost de 2007      | Socorro              | LINEAR                 |
| 300308 | 2007 PP22              | 11 d'agost de 2007     | Socorro              | LINEAR                 |
| 300309 | 2007 PQ23              | 12 d'agost de 2007     | Socorro              | LINEAR                 |
| 300310 | 2007 PL26              | 11 d'agost de 2007     | Siding Spring        | Siding Spring Survey   |
| 300311 | 2007 PE27              | 9 d'agost de 2007      | Palomar              | Palomar                |
| 300312 | 2007 PR28              | 15 d'agost de 2007     | Altschwendt          | W. Ries                |
| 300313 | 2007 PA31              | 5 d'agost de 2007      | Socorro              | LINEAR                 |
| 300314 | 2007 PL32              | 8 d'agost de 2007      | Socorro              | LINEAR                 |
| 300315 | 2007 PE35              | 9 d'agost de 2007      | Socorro              | LINEAR                 |
| 300316 | 2007 PA36              | 12 d'agost de 2007     | Socorro              | LINEAR                 |
| 300317 | 2007 PT36              | 13 d'agost de 2007     | Socorro              | LINEAR                 |
| 300318 | 2007 PN44              | 11 d'agost de 2007     | Anderson Mesa        | LONEOS                 |
| 300319 | 2007 PE45              | 10 d'agost de 2007     | Kitt Peak            | Spacewatch             |
| 300320 | 2007 PW49              | 10 d'agost de 2007     | Kitt Peak            | Spacewatch             |
| 300321 | 2007 PK50              | 15 d'agost de 2007     | Socorro              | LINEAR                 |
| 300322 | 2007 QH1               | 16 d'agost de 2007     | Socorro              | LINEAR                 |
| 300323 | 2007 QW2               | 21 d'agost de 2007     | Goodricke-Pigott     | R. A. Tucker           |
| 300324 | 2007 QZ2               | 21 d'agost de 2007     | Hibiscus             | S. F. Hoenig, N. Teamo |
| 300325 | 2007 QL4               | 26 d'agost de 2007     | Suno                 | Suno                   |
| 300326 | 2007 QX5               | 21 d'agost de 2007     | Anderson Mesa        | LONEOS                 |
| 300327 | 2007 QL6               | 21 d'agost de 2007     | Anderson Mesa        | LONEOS                 |
| 300328 | 2007 QT6               | 21 d'agost de 2007     | Anderson Mesa        | LONEOS                 |
| 300329 | 2007 QF9               | 22 d'agost de 2007     | Socorro              | LINEAR                 |
| 300330 | 2007 RG7               | 6 de setembre de 2007  | Dauban               | Chante-Perdrix         |
| 300331 | 2007 RP7               | 3 de setembre de 2007  | Catalina             | CSS                    |
| 300332 | 2007 RL11              | 9 de setembre de 2007  | Marly                | P. Kocher              |
| 300333 | 2007 RG15              | 12 de setembre de 2007 | Dauban               | Chante-Perdrix         |
| 300334 | 2007 RF18              | 12 de setembre de 2007 | Rimbach              | M. Koenig              |
| 300335 | 2007 RK20              | 2 de setembre de 2007  | Catalina             | CSS                    |
| 300336 | 2007 RN23              | 3 de setembre de 2007  | Catalina             | CSS                    |
| 300337 | 2007 RZ27              | 4 de setembre de 2007  | Catalina             | CSS                    |
| 300338 | 2007 RJ31              | 5 de setembre de 2007  | Catalina             | CSS                    |
| 300339 | 2007 RW31              | 5 de setembre de 2007  | Catalina             | CSS                    |
| 300340 | 2007 RF32              | 5 de setembre de 2007  | Catalina             | CSS                    |
| 300341 | 2007 RT34              | 6 de setembre de 2007  | Anderson Mesa        | LONEOS                 |
| 300342 | 2007 RZ37              | 8 de setembre de 2007  | Anderson Mesa        | LONEOS                 |
| 300343 | 2007 RF41              | 9 de setembre de 2007  | Anderson Mesa        | LONEOS                 |
| 300344 | 2007 RJ42              | 9 de setembre de 2007  | Kitt Peak            | Spacewatch             |
| 300345 | 2007 RG45              | 9 de setembre de 2007  | Kitt Peak            | Spacewatch             |
| 300346 | 2007 RR47              | 9 de setembre de 2007  | Mount Lemmon         | Mt. Lemmon Survey      |
| 300347 | 2007 RV48              | 9 de setembre de 2007  | Mount Lemmon         | Mt. Lemmon Survey      |
| 300348 | 2007 RP49              | 9 de setembre de 2007  | Mount Lemmon         | Mt. Lemmon Survey      |
| 300349 | 2007 RR50              | 9 de setembre de 2007  | Kitt Peak            | Spacewatch             |
| 300350 | 2007 RB52              | 9 de setembre de 2007  | Kitt Peak            | Spacewatch             |
| 300351 | 2007 RH52              | 9 de setembre de 2007  | Kitt Peak            | Spacewatch             |
| 300352 | 2007 RH55              | 30 de setembre de 2003 | Kitt Peak            | Spacewatch             |
| 300353 | 2007 RG57              | 9 de setembre de 2007  | Kitt Peak            | Spacewatch             |
| 300354 | 2007 RV57              | 9 de setembre de 2007  | Mount Lemmon         | Mt. Lemmon Survey      |
| 300355 | 2007 RP65              | 10 de setembre de 2007 | Mount Lemmon         | Mt. Lemmon Survey      |
| 300356 | 2007 RU68              | 10 de setembre de 2007 | Kitt Peak            | Spacewatch             |
| 300357 | 2007 RM69              | 10 de setembre de 2007 | Kitt Peak            | Spacewatch             |
| 300358 | 2007 RL76              | 10 de setembre de 2007 | Mount Lemmon         | Mt. Lemmon Survey      |
| 300359 | 2007 RY76              | 10 de setembre de 2007 | Mount Lemmon         | Mt. Lemmon Survey      |
| 300360 | 2007 RV86              | 10 de setembre de 2007 | Mount Lemmon         | Mt. Lemmon Survey      |
| 300361 | 2007 RO87              | 10 de setembre de 2007 | Mount Lemmon         | Mt. Lemmon Survey      |
| 300362 | 2007 RX89              | 10 de setembre de 2007 | Mount Lemmon         | Mt. Lemmon Survey      |
| 300363 | 2007 RM91              | 10 de setembre de 2007 | Mount Lemmon         | Mt. Lemmon Survey      |
| 300364 | 2007 RZ91              | 10 de setembre de 2007 | Mount Lemmon         | Mt. Lemmon Survey      |
| 300365 | 2007 RJ102             | 11 de setembre de 2007 | Catalina             | CSS                    |
| 300366 | 2007 RO108             | 11 de setembre de 2007 | Kitt Peak            | Spacewatch             |
| 300367 | 2007 RA109             | 11 de setembre de 2007 | Kitt Peak            | Spacewatch             |
| 300368 | 2007 RN120             | 12 de setembre de 2007 | Catalina             | CSS                    |
| 300369 | 2007 RO122             | 12 de setembre de 2007 | Mount Lemmon         | Mt. Lemmon Survey      |
| 300370 | 2007 RE126             | 12 de setembre de 2007 | Mount Lemmon         | Mt. Lemmon Survey      |
| 300371 | 2007 RS130             | 12 de setembre de 2007 | Mount Lemmon         | Mt. Lemmon Survey      |
| 300372 | 2007 RS134             | 12 de setembre de 2007 | Anderson Mesa        | LONEOS                 |
| 300373 | 2007 RH140             | 13 de setembre de 2007 | Socorro              | LINEAR                 |
| 300374 | 2007 RB141             | 13 de setembre de 2007 | Socorro              | LINEAR                 |
| 300375 | 2007 RR142             | 13 de setembre de 2007 | Socorro              | LINEAR                 |
| 300376 | 2007 RB145             | 14 de setembre de 2007 | Socorro              | LINEAR                 |
| 300377 | 2007 RM145             | 14 de setembre de 2007 | Socorro              | LINEAR                 |
| 300378 | 2007 RD146             | 15 de setembre de 2007 | Socorro              | LINEAR                 |
| 300379 | 2007 RX148             | 12 de setembre de 2007 | Catalina             | CSS                    |
| 300380 | 2007 RQ150             | 15 de setembre de 2007 | Mount Lemmon         | Mt. Lemmon Survey      |
| 300381 | 2007 RV150             | 9 de setembre de 2007  | Anderson Mesa        | LONEOS                 |
| 300382 | 2007 RQ156             | 10 de setembre de 2007 | Mount Lemmon         | Mt. Lemmon Survey      |
| 300383 | 2007 RB158             | 12 de setembre de 2007 | Catalina             | CSS                    |
| 300384 | 2007 RP158             | 12 de setembre de 2007 | Catalina             | CSS                    |
| 300385 | 2007 RO164             | 10 de setembre de 2007 | Kitt Peak            | Spacewatch             |
| 300386 | 2007 RK174             | 10 de setembre de 2007 | Kitt Peak            | Spacewatch             |
| 300387 | 2007 RY195             | 13 de setembre de 2007 | Catalina             | CSS                    |
| 300388 | 2007 RT196             | 13 de setembre de 2007 | Mount Lemmon         | Mt. Lemmon Survey      |
| 300389 | 2007 RL202             | 13 de setembre de 2007 | Kitt Peak            | Spacewatch             |
| 300390 | 2007 RK208             | 10 de setembre de 2007 | Kitt Peak            | Spacewatch             |
| 300391 | 2007 RB216             | 12 de setembre de 2007 | Kitt Peak            | Spacewatch             |
| 300392 | 2007 RY217             | 13 de setembre de 2007 | Mount Lemmon         | Mt. Lemmon Survey      |
| 300393 | 2007 RS222             | 14 de setembre de 2007 | Mount Lemmon         | Mt. Lemmon Survey      |
| 300394 | 2007 RN226             | 10 de setembre de 2007 | Kitt Peak            | Spacewatch             |
| 300395 | 2007 RG231             | 11 de setembre de 2007 | Mount Lemmon         | Mt. Lemmon Survey      |
| 300396 | 2007 RL240             | 14 de setembre de 2007 | Mount Lemmon         | Mt. Lemmon Survey      |
| 300397 | 2007 RA242             | 13 de setembre de 2007 | Socorro              | LINEAR                 |
| 300398 | 2007 RK253             | 13 de setembre de 2007 | Mount Lemmon         | Mt. Lemmon Survey      |
| 300399 | 2007 RW256             | 14 de setembre de 2007 | Kitt Peak            | Spacewatch             |
| 300400 | 2007 RV258             | 14 de setembre de 2007 | Mount Lemmon         | Mt. Lemmon Survey      |

## 300401-300500
| Nom    | Designació provisional | Data de descobriment   | Lloc de descobriment | Descobridor/s          |
| ------ | ---------------------- | ---------------------- | -------------------- | ---------------------- |
| 300401 | 2007 RM259             | 1 d'agost de 1998      | Caussols             | ODAS                   |
| 300402 | 2007 RF260             | 14 de setembre de 2007 | Mount Lemmon         | Mt. Lemmon Survey      |
| 300403 | 2007 RM262             | 15 de setembre de 2007 | Kitt Peak            | Spacewatch             |
| 300404 | 2007 RH271             | 15 de setembre de 2007 | Mount Lemmon         | Mt. Lemmon Survey      |
| 300405 | 2007 RD277             | 5 de setembre de 2007  | Anderson Mesa        | LONEOS                 |
| 300406 | 2007 RF281             | 13 de setembre de 2007 | Catalina             | CSS                    |
| 300407 | 2007 RN284             | 11 de setembre de 2007 | Mount Lemmon         | Mt. Lemmon Survey      |
| 300408 | 2007 RW284             | 12 de setembre de 2007 | Mount Lemmon         | Mt. Lemmon Survey      |
| 300409 | 2007 RG287             | 9 de setembre de 2007  | Mount Lemmon         | Mt. Lemmon Survey      |
| 300410 | 2007 RO287             | 9 de setembre de 2007  | Mount Lemmon         | Mt. Lemmon Survey      |
| 300411 | 2007 RK288             | 12 de setembre de 2007 | Catalina             | CSS                    |
| 300412 | 2007 RQ290             | 10 de setembre de 2007 | Mount Lemmon         | Mt. Lemmon Survey      |
| 300413 | 2007 RY295             | 15 de setembre de 2007 | Mount Lemmon         | Mt. Lemmon Survey      |
| 300414 | 2007 RC296             | 9 de setembre de 2007  | Mount Lemmon         | Mt. Lemmon Survey      |
| 300415 | 2007 RW296             | 15 de setembre de 2007 | Mount Lemmon         | Mt. Lemmon Survey      |
| 300416 | 2007 RN298             | 10 de setembre de 2007 | Kitt Peak            | Spacewatch             |
| 300417 | 2007 RK314             | 15 de setembre de 2007 | Anderson Mesa        | LONEOS                 |
| 300418 | 2007 RQ318             | 11 de setembre de 2007 | Kitt Peak            | Spacewatch             |
| 300419 | 2007 RO321             | 14 de setembre de 2007 | Socorro              | LINEAR                 |
| 300420 | 2007 SN5               | 11 de setembre de 2007 | Catalina             | CSS                    |
| 300421 | 2007 SD15              | 21 de setembre de 2007 | Purple Mountain      | PMO NEO Survey Program |
| 300422 | 2007 SH16              | 30 de setembre de 2007 | Kitt Peak            | Spacewatch             |
| 300423 | 2007 SH19              | 18 de setembre de 2007 | Mount Lemmon         | Mt. Lemmon Survey      |
| 300424 | 2007 SG20              | 25 de setembre de 2007 | Mount Lemmon         | Mt. Lemmon Survey      |
| 300425 | 2007 TA4               | 5 d'octubre de 2007    | Pla D'Arguines       | R. Ferrando            |
| 300426 | 2007 TM5               | 3 d'octubre de 2007    | Hibiscus             | N. Teamo               |
| 300427 | 2007 TW8               | 6 d'octubre de 2007    | Bergisch Gladbac     | W. Bickel              |
| 300428 | 2007 TX11              | 6 d'octubre de 2007    | Socorro              | LINEAR                 |
| 300429 | 2007 TN12              | 6 d'octubre de 2007    | Socorro              | LINEAR                 |
| 300430 | 2007 TC16              | 6 d'octubre de 2007    | Charleston           | Charleston             |
| 300431 | 2007 TP16              | 4 d'octubre de 2007    | Catalina             | CSS                    |
| 300432 | 2007 TT17              | 7 d'octubre de 2007    | Dauban               | Chante-Perdrix         |
| 300433 | 2007 TX21              | 7 d'octubre de 2007    | Kitt Peak            | Spacewatch             |
| 300434 | 2007 TR28              | 4 d'octubre de 2007    | Kitt Peak            | Spacewatch             |
| 300435 | 2007 TT32              | 6 d'octubre de 2007    | Kitt Peak            | Spacewatch             |
| 300436 | 2007 TF34              | 6 d'octubre de 2007    | Kitt Peak            | Spacewatch             |
| 300437 | 2007 TM34              | 6 d'octubre de 2007    | Kitt Peak            | Spacewatch             |
| 300438 | 2007 TX38              | 6 d'octubre de 2007    | Kitt Peak            | Spacewatch             |
| 300439 | 2007 TH39              | 13 de setembre de 2007 | Mount Lemmon         | Mt. Lemmon Survey      |
| 300440 | 2007 TG42              | 7 d'octubre de 2007    | Mount Lemmon         | Mt. Lemmon Survey      |
| 300441 | 2007 TO43              | 7 d'octubre de 2007    | Mount Lemmon         | Mt. Lemmon Survey      |
| 300442 | 2007 TQ43              | 7 d'octubre de 2007    | Mount Lemmon         | Mt. Lemmon Survey      |
| 300443 | 2007 TR47              | 4 d'octubre de 2007    | Kitt Peak            | Spacewatch             |
| 300444 | 2007 TQ50              | 4 d'octubre de 2007    | Kitt Peak            | Spacewatch             |
| 300445 | 2007 TP53              | 4 d'octubre de 2007    | Kitt Peak            | Spacewatch             |
| 300446 | 2007 TK54              | 4 d'octubre de 2007    | Kitt Peak            | Spacewatch             |
| 300447 | 2007 TV54              | 4 d'octubre de 2007    | Kitt Peak            | Spacewatch             |
| 300448 | 2007 TO55              | 4 d'octubre de 2007    | Kitt Peak            | Spacewatch             |
| 300449 | 2007 TW59              | 5 d'octubre de 2007    | Kitt Peak            | Spacewatch             |
| 300450 | 2007 TJ63              | 7 d'octubre de 2007    | Mount Lemmon         | Mt. Lemmon Survey      |
| 300451 | 2007 TA68              | 10 d'octubre de 2007   | Goodricke-Pigott     | R. A. Tucker           |
| 300452 | 2007 TY70              | 13 d'octubre de 2007   | Goodricke-Pigott     | R. A. Tucker           |
| 300453 | 2007 TF74              | 8 d'octubre de 2007    | Catalina             | CSS                    |
| 300454 | 2007 TM74              | 13 d'octubre de 2007   | Goodricke-Pigott     | R. A. Tucker           |
| 300455 | 2007 TM77              | 5 d'octubre de 2007    | Kitt Peak            | Spacewatch             |
| 300456 | 2007 TQ77              | 5 d'octubre de 2007    | Kitt Peak            | Spacewatch             |
| 300457 | 2007 TE79              | 5 d'octubre de 2007    | Kitt Peak            | Spacewatch             |
| 300458 | 2007 TW81              | 7 d'octubre de 2007    | Mount Lemmon         | Mt. Lemmon Survey      |
| 300459 | 2007 TB83              | 8 d'octubre de 2007    | Mount Lemmon         | Mt. Lemmon Survey      |
| 300460 | 2007 TC86              | 8 d'octubre de 2007    | Mount Lemmon         | Mt. Lemmon Survey      |
| 300461 | 2007 TH86              | 8 d'octubre de 2007    | Catalina             | CSS                    |
| 300462 | 2007 TK86              | 8 d'octubre de 2007    | Mount Lemmon         | Mt. Lemmon Survey      |
| 300463 | 2007 TL86              | 8 d'octubre de 2007    | Mount Lemmon         | Mt. Lemmon Survey      |
| 300464 | 2007 TG87              | 8 d'octubre de 2007    | Mount Lemmon         | Mt. Lemmon Survey      |
| 300465 | 2007 TN94              | 7 d'octubre de 2007    | Catalina             | CSS                    |
| 300466 | 2007 TC97              | 8 d'octubre de 2007    | Mount Lemmon         | Mt. Lemmon Survey      |
| 300467 | 2007 TW98              | 8 d'octubre de 2007    | Mount Lemmon         | Mt. Lemmon Survey      |
| 300468 | 2007 TP107             | 4 d'octubre de 2007    | Kitt Peak            | Spacewatch             |
| 300469 | 2007 TQ107             | 4 d'octubre de 2007    | Catalina             | CSS                    |
| 300470 | 2007 TN112             | 8 d'octubre de 2007    | Catalina             | CSS                    |
| 300471 | 2007 TR113             | 8 d'octubre de 2007    | Anderson Mesa        | LONEOS                 |
| 300472 | 2007 TE114             | 8 d'octubre de 2007    | Catalina             | CSS                    |
| 300473 | 2007 TK114             | 8 d'octubre de 2007    | Catalina             | CSS                    |
| 300474 | 2007 TW114             | 8 d'octubre de 2007    | Kitt Peak            | Spacewatch             |
| 300475 | 2007 TO116             | 9 d'octubre de 2007    | Kitt Peak            | Spacewatch             |
| 300476 | 2007 TG117             | 9 d'octubre de 2007    | Kitt Peak            | Spacewatch             |
| 300477 | 2007 TV119             | 9 d'octubre de 2007    | Mount Lemmon         | Mt. Lemmon Survey      |
| 300478 | 2007 TT120             | 4 d'octubre de 2007    | Kitt Peak            | Spacewatch             |
| 300479 | 2007 TG123             | 6 d'octubre de 2007    | Kitt Peak            | Spacewatch             |
| 300480 | 2007 TH125             | 6 d'octubre de 2007    | Kitt Peak            | Spacewatch             |
| 300481 | 2007 TA126             | 6 d'octubre de 2007    | Kitt Peak            | Spacewatch             |
| 300482 | 2007 TB126             | 6 d'octubre de 2007    | Kitt Peak            | Spacewatch             |
| 300483 | 2007 TC127             | 6 d'octubre de 2007    | Kitt Peak            | Spacewatch             |
| 300484 | 2007 TV127             | 6 d'octubre de 2007    | Kitt Peak            | Spacewatch             |
| 300485 | 2007 TK129             | 6 d'octubre de 2007    | Kitt Peak            | Spacewatch             |
| 300486 | 2007 TK130             | 6 d'octubre de 2007    | Purple Mountain      | PMO NEO Survey Program |
| 300487 | 2007 TT131             | 7 d'octubre de 2007    | Mount Lemmon         | Mt. Lemmon Survey      |
| 300488 | 2007 TZ132             | 7 d'octubre de 2007    | Mount Lemmon         | Mt. Lemmon Survey      |
| 300489 | 2007 TJ133             | 7 d'octubre de 2007    | Mount Lemmon         | Mt. Lemmon Survey      |
| 300490 | 2007 TZ134             | 8 d'octubre de 2007    | Kitt Peak            | Spacewatch             |
| 300491 | 2007 TQ142             | 13 d'octubre de 2007   | Dauban               | Chante-Perdrix         |
| 300492 | 2007 TE143             | 9 d'octubre de 2007    | Purple Mountain      | PMO NEO Survey Program |
| 300493 | 2007 TF145             | 6 d'octubre de 2007    | Socorro              | LINEAR                 |
| 300494 | 2007 TK153             | 9 d'octubre de 2007    | Socorro              | LINEAR                 |
| 300495 | 2007 TE155             | 9 d'octubre de 2007    | Socorro              | LINEAR                 |
| 300496 | 2007 TL155             | 9 d'octubre de 2007    | Socorro              | LINEAR                 |
| 300497 | 2007 TW157             | 9 d'octubre de 2007    | Socorro              | LINEAR                 |
| 300498 | 2007 TM158             | 9 d'octubre de 2007    | Socorro              | LINEAR                 |
| 300499 | 2007 TU158             | 9 d'octubre de 2007    | Socorro              | LINEAR                 |
| 300500 | 2007 TO160             | 9 d'octubre de 2007    | Socorro              | LINEAR                 |

## 300501-300600
| Nom    | Designació provisional | Data de descobriment | Lloc de descobriment | Descobridor/s          |
| ------ | ---------------------- | -------------------- | -------------------- | ---------------------- |
| 300501 | 2007 TN161             | 4 d'octubre de 2007  | Catalina             | CSS                    |
| 300502 | 2007 TW161             | 11 d'octubre de 2007 | Socorro              | LINEAR                 |
| 300503 | 2007 TB165             | 11 d'octubre de 2007 | Socorro              | LINEAR                 |
| 300504 | 2007 TW165             | 11 d'octubre de 2007 | Socorro              | LINEAR                 |
| 300505 | 2007 TJ172             | 13 d'octubre de 2007 | Socorro              | LINEAR                 |
| 300506 | 2007 TH173             | 4 d'octubre de 2007  | Kitt Peak            | Spacewatch             |
| 300507 | 2007 TJ174             | 4 d'octubre de 2007  | Kitt Peak            | Spacewatch             |
| 300508 | 2007 TV175             | 4 d'octubre de 2007  | Purple Mountain      | PMO NEO Survey Program |
| 300509 | 2007 TG178             | 6 d'octubre de 2007  | Purple Mountain      | PMO NEO Survey Program |
| 300510 | 2007 TZ182             | 8 d'octubre de 2007  | Mount Lemmon         | Mt. Lemmon Survey      |
| 300511 | 2007 TP183             | 9 d'octubre de 2007  | Kitt Peak            | Spacewatch             |
| 300512 | 2007 TH186             | 13 d'octubre de 2007 | Socorro              | LINEAR                 |
| 300513 | 2007 TJ186             | 13 d'octubre de 2007 | Socorro              | LINEAR                 |
| 300514 | 2007 TU187             | 14 d'octubre de 2007 | Socorro              | LINEAR                 |
| 300515 | 2007 TF190             | 4 d'octubre de 2007  | Mount Lemmon         | Mt. Lemmon Survey      |
| 300516 | 2007 TG193             | 6 d'octubre de 2007  | Kitt Peak            | Spacewatch             |
| 300517 | 2007 TH196             | 7 d'octubre de 2007  | Mount Lemmon         | Mt. Lemmon Survey      |
| 300518 | 2007 TD205             | 8 d'octubre de 2007  | Mount Lemmon         | Mt. Lemmon Survey      |
| 300519 | 2007 TK210             | 5 d'octubre de 2007  | Kitt Peak            | Spacewatch             |
| 300520 | 2007 TW212             | 7 d'octubre de 2007  | Kitt Peak            | Spacewatch             |
| 300521 | 2007 TA213             | 7 d'octubre de 2007  | Kitt Peak            | Spacewatch             |
| 300522 | 2007 TV213             | 7 d'octubre de 2007  | Kitt Peak            | Spacewatch             |
| 300523 | 2007 TH214             | 7 d'octubre de 2007  | Kitt Peak            | Spacewatch             |
| 300524 | 2007 TX214             | 7 d'octubre de 2007  | Kitt Peak            | Spacewatch             |
| 300525 | 2007 TZ214             | 7 d'octubre de 2007  | Kitt Peak            | Spacewatch             |
| 300526 | 2007 TS215             | 7 d'octubre de 2007  | Kitt Peak            | Spacewatch             |
| 300527 | 2007 TA221             | 9 d'octubre de 2007  | Mount Lemmon         | Mt. Lemmon Survey      |
| 300528 | 2007 TY222             | 10 d'octubre de 2007 | Kitt Peak            | Spacewatch             |
| 300529 | 2007 TH225             | 4 d'octubre de 2007  | Kitt Peak            | Spacewatch             |
| 300530 | 2007 TB226             | 8 d'octubre de 2007  | Kitt Peak            | Spacewatch             |
| 300531 | 2007 TN226             | 8 d'octubre de 2007  | Kitt Peak            | Spacewatch             |
| 300532 | 2007 TA228             | 8 d'octubre de 2007  | Kitt Peak            | Spacewatch             |
| 300533 | 2007 TO230             | 8 d'octubre de 2007  | Kitt Peak            | Spacewatch             |
| 300534 | 2007 TB237             | 9 d'octubre de 2007  | Mount Lemmon         | Mt. Lemmon Survey      |
| 300535 | 2007 TC238             | 10 d'octubre de 2007 | Kitt Peak            | Spacewatch             |
| 300536 | 2007 TZ238             | 10 d'octubre de 2007 | Mount Lemmon         | Mt. Lemmon Survey      |
| 300537 | 2007 TZ243             | 8 d'octubre de 2007  | Catalina             | CSS                    |
| 300538 | 2007 TQ244             | 8 d'octubre de 2007  | Catalina             | CSS                    |
| 300539 | 2007 TP246             | 9 d'octubre de 2007  | Catalina             | CSS                    |
| 300540 | 2007 TD253             | 8 d'octubre de 2007  | Mount Lemmon         | Mt. Lemmon Survey      |
| 300541 | 2007 TW255             | 10 d'octubre de 2007 | Kitt Peak            | Spacewatch             |
| 300542 | 2007 TQ257             | 10 d'octubre de 2007 | Kitt Peak            | Spacewatch             |
| 300543 | 2007 TU260             | 10 d'octubre de 2007 | Kitt Peak            | Spacewatch             |
| 300544 | 2007 TL261             | 10 d'octubre de 2007 | Kitt Peak            | Spacewatch             |
| 300545 | 2007 TK262             | 10 d'octubre de 2007 | Kitt Peak            | Spacewatch             |
| 300546 | 2007 TB263             | 10 d'octubre de 2007 | Kitt Peak            | Spacewatch             |
| 300547 | 2007 TD263             | 10 d'octubre de 2007 | Kitt Peak            | Spacewatch             |
| 300548 | 2007 TN266             | 9 d'octubre de 2007  | Kitt Peak            | Spacewatch             |
| 300549 | 2007 TS266             | 9 d'octubre de 2007  | Kitt Peak            | Spacewatch             |
| 300550 | 2007 TJ270             | 9 d'octubre de 2007  | Kitt Peak            | Spacewatch             |
| 300551 | 2007 TL271             | 9 d'octubre de 2007  | Kitt Peak            | Spacewatch             |
| 300552 | 2007 TP272             | 9 d'octubre de 2007  | Kitt Peak            | Spacewatch             |
| 300553 | 2007 TT272             | 9 d'octubre de 2007  | Kitt Peak            | Spacewatch             |
| 300554 | 2007 TC276             | 11 d'octubre de 2007 | Mount Lemmon         | Mt. Lemmon Survey      |
| 300555 | 2007 TA293             | 8 d'octubre de 2007  | Mount Lemmon         | Mt. Lemmon Survey      |
| 300556 | 2007 TN296             | 10 d'octubre de 2007 | Mount Lemmon         | Mt. Lemmon Survey      |
| 300557 | 2007 TC298             | 11 d'octubre de 2007 | Mount Lemmon         | Mt. Lemmon Survey      |
| 300558 | 2007 TB299             | 12 d'octubre de 2007 | Kitt Peak            | Spacewatch             |
| 300559 | 2007 TT302             | 12 d'octubre de 2007 | Kitt Peak            | Spacewatch             |
| 300560 | 2007 TQ319             | 12 d'octubre de 2007 | Kitt Peak            | Spacewatch             |
| 300561 | 2007 TH320             | 13 d'octubre de 2007 | Catalina             | CSS                    |
| 300562 | 2007 TS326             | 11 d'octubre de 2007 | Kitt Peak            | Spacewatch             |
| 300563 | 2007 TF327             | 11 d'octubre de 2007 | Kitt Peak            | Spacewatch             |
| 300564 | 2007 TO327             | 11 d'octubre de 2007 | Kitt Peak            | Spacewatch             |
| 300565 | 2007 TG331             | 11 d'octubre de 2007 | Kitt Peak            | Spacewatch             |
| 300566 | 2007 TU331             | 11 d'octubre de 2007 | Kitt Peak            | Spacewatch             |
| 300567 | 2007 TU333             | 11 d'octubre de 2007 | Kitt Peak            | Spacewatch             |
| 300568 | 2007 TS336             | 12 d'octubre de 2007 | Kitt Peak            | Spacewatch             |
| 300569 | 2007 TP337             | 13 d'octubre de 2007 | Catalina             | CSS                    |
| 300570 | 2007 TA338             | 13 d'octubre de 2007 | Catalina             | CSS                    |
| 300571 | 2007 TH342             | 9 d'octubre de 2007  | Mount Lemmon         | Mt. Lemmon Survey      |
| 300572 | 2007 TG344             | 10 d'octubre de 2007 | Mount Lemmon         | Mt. Lemmon Survey      |
| 300573 | 2007 TX353             | 10 d'octubre de 2007 | Kitt Peak            | Spacewatch             |
| 300574 | 2007 TM360             | 14 d'octubre de 2007 | Mount Lemmon         | Mt. Lemmon Survey      |
| 300575 | 2007 TG361             | 14 d'octubre de 2007 | Mount Lemmon         | Mt. Lemmon Survey      |
| 300576 | 2007 TB363             | 14 d'octubre de 2007 | Mount Lemmon         | Mt. Lemmon Survey      |
| 300577 | 2007 TA367             | 9 d'octubre de 2007  | Kitt Peak            | Spacewatch             |
| 300578 | 2007 TF367             | 10 d'octubre de 2007 | Mount Lemmon         | Mt. Lemmon Survey      |
| 300579 | 2007 TG368             | 10 d'octubre de 2007 | Mount Lemmon         | Mt. Lemmon Survey      |
| 300580 | 2007 TA371             | 12 d'octubre de 2007 | Mount Lemmon         | Mt. Lemmon Survey      |
| 300581 | 2007 TD372             | 13 d'octubre de 2007 | Mount Lemmon         | Mt. Lemmon Survey      |
| 300582 | 2007 TT373             | 14 d'octubre de 2007 | Kitt Peak            | Spacewatch             |
| 300583 | 2007 TM385             | 15 d'octubre de 2007 | Catalina             | CSS                    |
| 300584 | 2007 TC386             | 15 d'octubre de 2007 | Catalina             | CSS                    |
| 300585 | 2007 TL388             | 13 d'octubre de 2007 | Mount Lemmon         | Mt. Lemmon Survey      |
| 300586 | 2007 TW388             | 13 d'octubre de 2007 | Catalina             | CSS                    |
| 300587 | 2007 TJ393             | 13 d'octubre de 2007 | Kitt Peak            | Spacewatch             |
| 300588 | 2007 TD398             | 15 d'octubre de 2007 | Kitt Peak            | Spacewatch             |
| 300589 | 2007 TQ398             | 15 d'octubre de 2007 | Mount Lemmon         | Mt. Lemmon Survey      |
| 300590 | 2007 TE404             | 15 d'octubre de 2007 | Kitt Peak            | Spacewatch             |
| 300591 | 2007 TA405             | 15 d'octubre de 2007 | Kitt Peak            | Spacewatch             |
| 300592 | 2007 TM411             | 13 d'octubre de 2007 | Catalina             | CSS                    |
| 300593 | 2007 TF412             | 14 d'octubre de 2007 | Catalina             | CSS                    |
| 300594 | 2007 TN418             | 4 d'octubre de 2007  | Kitt Peak            | Spacewatch             |
| 300595 | 2007 TK419             | 13 d'octubre de 2007 | Kitt Peak            | Spacewatch             |
| 300596 | 2007 TN419             | 14 d'octubre de 2007 | Mount Lemmon         | Mt. Lemmon Survey      |
| 300597 | 2007 TD421             | 11 d'octubre de 2007 | Catalina             | CSS                    |
| 300598 | 2007 TA426             | 9 d'octubre de 2007  | Kitt Peak            | Spacewatch             |
| 300599 | 2007 TW430             | 15 d'octubre de 2007 | Mount Lemmon         | Mt. Lemmon Survey      |
| 300600 | 2007 TX430             | 15 d'octubre de 2007 | Mount Lemmon         | Mt. Lemmon Survey      |

## 300601-300700
| Nom    | Designació provisional | Data de descobriment   | Lloc de descobriment | Descobridor/s          |
| ------ | ---------------------- | ---------------------- | -------------------- | ---------------------- |
| 300601 | 2007 TO432             | 6 d'octubre de 2007    | Kitt Peak            | Spacewatch             |
| 300602 | 2007 TE434             | 7 d'octubre de 2007    | Kitt Peak            | Spacewatch             |
| 300603 | 2007 TB435             | 9 d'octubre de 2007    | Catalina             | CSS                    |
| 300604 | 2007 TJ436             | 4 d'octubre de 2007    | Catalina             | CSS                    |
| 300605 | 2007 TF438             | 4 d'octubre de 2007    | Kitt Peak            | Spacewatch             |
| 300606 | 2007 TO439             | 4 d'octubre de 2007    | Kitt Peak            | Spacewatch             |
| 300607 | 2007 TA441             | 10 d'octubre de 2007   | Catalina             | CSS                    |
| 300608 | 2007 TT441             | 8 d'octubre de 2007    | Kitt Peak            | Spacewatch             |
| 300609 | 2007 TE445             | 12 d'octubre de 2007   | Socorro              | LINEAR                 |
| 300610 | 2007 TP448             | 8 d'octubre de 2007    | Mount Lemmon         | Mt. Lemmon Survey      |
| 300611 | 2007 TB452             | 14 d'octubre de 2007   | Mount Lemmon         | Mt. Lemmon Survey      |
| 300612 | 2007 UJ1               | 16 d'octubre de 2007   | Bisei SG Center      | BATTeRS                |
| 300613 | 2007 UP5               | 20 d'octubre de 2007   | Bisei SG Center      | BATTeRS                |
| 300614 | 2007 UL9               | 17 d'octubre de 2007   | Anderson Mesa        | LONEOS                 |
| 300615 | 2007 UJ11              | 19 d'octubre de 2007   | Socorro              | LINEAR                 |
| 300616 | 2007 UU11              | 19 d'octubre de 2007   | Socorro              | LINEAR                 |
| 300617 | 2007 UV11              | 19 d'octubre de 2007   | Socorro              | LINEAR                 |
| 300618 | 2007 UA16              | 18 d'octubre de 2007   | Mount Lemmon         | Mt. Lemmon Survey      |
| 300619 | 2007 UL20              | 18 d'octubre de 2007   | Mount Lemmon         | Mt. Lemmon Survey      |
| 300620 | 2007 US22              | 16 d'octubre de 2007   | Kitt Peak            | Spacewatch             |
| 300621 | 2007 UL26              | 19 d'octubre de 2007   | Anderson Mesa        | LONEOS                 |
| 300622 | 2007 UW28              | 17 d'octubre de 2007   | Mount Lemmon         | Mt. Lemmon Survey      |
| 300623 | 2007 UG33              | 16 d'octubre de 2007   | Catalina             | CSS                    |
| 300624 | 2007 UR33              | 16 d'octubre de 2007   | Catalina             | CSS                    |
| 300625 | 2007 UW36              | 19 d'octubre de 2007   | Catalina             | CSS                    |
| 300626 | 2007 UR37              | 17 de març de 2005     | Kitt Peak            | Spacewatch             |
| 300627 | 2007 UE38              | 10 de setembre de 2007 | Mount Lemmon         | Mt. Lemmon Survey      |
| 300628 | 2007 UX39              | 20 d'octubre de 2007   | Mount Lemmon         | Mt. Lemmon Survey      |
| 300629 | 2007 UE41              | 16 d'octubre de 2007   | Kitt Peak            | Spacewatch             |
| 300630 | 2007 UJ42              | 11 de gener de 2000    | Kitt Peak            | Spacewatch             |
| 300631 | 2007 UM43              | 18 d'octubre de 2007   | Kitt Peak            | Spacewatch             |
| 300632 | 2007 UB47              | 20 d'octubre de 2007   | Catalina             | CSS                    |
| 300633 | 2007 UO47              | 19 d'octubre de 2007   | Anderson Mesa        | LONEOS                 |
| 300634 | 2007 UT47              | 19 d'octubre de 2007   | Lulin                | LUSS                   |
| 300635 | 2007 UN54              | 30 d'octubre de 2007   | Kitt Peak            | Spacewatch             |
| 300636 | 2007 UT55              | 30 d'octubre de 2007   | Kitt Peak            | Spacewatch             |
| 300637 | 2007 UZ55              | 30 d'octubre de 2007   | Kitt Peak            | Spacewatch             |
| 300638 | 2007 UA59              | 30 d'octubre de 2007   | Mount Lemmon         | Mt. Lemmon Survey      |
| 300639 | 2007 UG59              | 30 d'octubre de 2007   | Mount Lemmon         | Mt. Lemmon Survey      |
| 300640 | 2007 UU59              | 30 d'octubre de 2007   | Mount Lemmon         | Mt. Lemmon Survey      |
| 300641 | 2007 UM60              | 30 d'octubre de 2007   | Mount Lemmon         | Mt. Lemmon Survey      |
| 300642 | 2007 UQ60              | 30 d'octubre de 2007   | Mount Lemmon         | Mt. Lemmon Survey      |
| 300643 | 2007 UQ65              | 31 d'octubre de 2007   | Cordell-Lorenz       | Cordell-Lorenz         |
| 300644 | 2007 UK75              | 31 d'octubre de 2007   | Kitt Peak            | Spacewatch             |
| 300645 | 2007 UQ76              | 31 d'octubre de 2007   | Mount Lemmon         | Mt. Lemmon Survey      |
| 300646 | 2007 UV81              | 30 d'octubre de 2007   | Kitt Peak            | Spacewatch             |
| 300647 | 2007 UE82              | 30 d'octubre de 2007   | Kitt Peak            | Spacewatch             |
| 300648 | 2007 UH83              | 30 d'octubre de 2007   | Kitt Peak            | Spacewatch             |
| 300649 | 2007 UJ84              | 30 d'octubre de 2007   | Kitt Peak            | Spacewatch             |
| 300650 | 2007 UW84              | 30 d'octubre de 2007   | Kitt Peak            | Spacewatch             |
| 300651 | 2007 UC85              | 30 d'octubre de 2007   | Kitt Peak            | Spacewatch             |
| 300652 | 2007 UY87              | 30 d'octubre de 2007   | Kitt Peak            | Spacewatch             |
| 300653 | 2007 UZ88              | 30 d'octubre de 2007   | Mount Lemmon         | Mt. Lemmon Survey      |
| 300654 | 2007 UV99              | 30 d'octubre de 2007   | Kitt Peak            | Spacewatch             |
| 300655 | 2007 UA102             | 30 d'octubre de 2007   | Kitt Peak            | Spacewatch             |
| 300656 | 2007 UX107             | 30 d'octubre de 2007   | Kitt Peak            | Spacewatch             |
| 300657 | 2007 UL108             | 30 d'octubre de 2007   | Kitt Peak            | Spacewatch             |
| 300658 | 2007 UQ118             | 31 d'octubre de 2007   | Mount Lemmon         | Mt. Lemmon Survey      |
| 300659 | 2007 UV122             | 30 d'octubre de 2007   | Kitt Peak            | Spacewatch             |
| 300660 | 2007 UW123             | 31 d'octubre de 2007   | Catalina             | CSS                    |
| 300661 | 2007 UQ125             | 18 d'octubre de 2007   | Mount Lemmon         | Mt. Lemmon Survey      |
| 300662 | 2007 UR125             | 19 d'octubre de 2007   | Catalina             | CSS                    |
| 300663 | 2007 UL129             | 24 d'octubre de 2007   | Mount Lemmon         | Mt. Lemmon Survey      |
| 300664 | 2007 UO129             | 30 d'octubre de 2007   | Kitt Peak            | Spacewatch             |
| 300665 | 2007 UM130             | 19 d'octubre de 2007   | Anderson Mesa        | LONEOS                 |
| 300666 | 2007 UV137             | 18 d'octubre de 2007   | Kitt Peak            | Spacewatch             |
| 300667 | 2007 UX138             | 21 d'octubre de 2007   | Mount Lemmon         | Mt. Lemmon Survey      |
| 300668 | 2007 UP140             | 18 d'octubre de 2007   | Kitt Peak            | Spacewatch             |
| 300669 | 2007 VM5               | 3 de novembre de 2007  | Costitx              | OAM                    |
| 300670 | 2007 VQ5               | 4 de novembre de 2007  | Dauban               | Chante-Perdrix         |
| 300671 | 2007 VE7               | 1 de novembre de 2007  | Kitt Peak            | Spacewatch             |
| 300672 | 2007 VH11              | 2 de novembre de 2007  | Mount Lemmon         | Mt. Lemmon Survey      |
| 300673 | 2007 VZ11              | 5 de novembre de 2007  | Purple Mountain      | PMO NEO Survey Program |
| 300674 | 2007 VL12              | 1 de novembre de 2007  | Kitt Peak            | Spacewatch             |
| 300675 | 2007 VJ13              | 1 de novembre de 2007  | Mount Lemmon         | Mt. Lemmon Survey      |
| 300676 | 2007 VR19              | 1 de novembre de 2007  | Kitt Peak            | Spacewatch             |
| 300677 | 2007 VB20              | 1 de novembre de 2007  | Kitt Peak            | Spacewatch             |
| 300678 | 2007 VA23              | 2 de novembre de 2007  | Mount Lemmon         | Mt. Lemmon Survey      |
| 300679 | 2007 VJ25              | 2 de novembre de 2007  | Catalina             | CSS                    |
| 300680 | 2007 VL26              | 2 de novembre de 2007  | Mount Lemmon         | Mt. Lemmon Survey      |
| 300681 | 2007 VQ27              | 2 de novembre de 2007  | Mount Lemmon         | Mt. Lemmon Survey      |
| 300682 | 2007 VH29              | 3 de novembre de 2007  | Mount Lemmon         | Mt. Lemmon Survey      |
| 300683 | 2007 VU30              | 2 de novembre de 2007  | Kitt Peak            | Spacewatch             |
| 300684 | 2007 VV30              | 2 de novembre de 2007  | Kitt Peak            | Spacewatch             |
| 300685 | 2007 VO31              | 2 de novembre de 2007  | Kitt Peak            | Spacewatch             |
| 300686 | 2007 VB39              | 3 de novembre de 2007  | Mount Lemmon         | Mt. Lemmon Survey      |
| 300687 | 2007 VY43              | 1 de novembre de 2007  | Kitt Peak            | Spacewatch             |
| 300688 | 2007 VK44              | 1 de novembre de 2007  | Kitt Peak            | Spacewatch             |
| 300689 | 2007 VE47              | 1 de novembre de 2007  | Kitt Peak            | Spacewatch             |
| 300690 | 2007 VV47              | 1 de novembre de 2007  | Kitt Peak            | Spacewatch             |
| 300691 | 2007 VF50              | 1 de novembre de 2007  | Kitt Peak            | Spacewatch             |
| 300692 | 2007 VD53              | 1 de novembre de 2007  | Kitt Peak            | Spacewatch             |
| 300693 | 2007 VN54              | 1 de novembre de 2007  | Kitt Peak            | Spacewatch             |
| 300694 | 2007 VA55              | 1 de novembre de 2007  | Kitt Peak            | Spacewatch             |
| 300695 | 2007 VQ61              | 1 de novembre de 2007  | Kitt Peak            | Spacewatch             |
| 300696 | 2007 VZ61              | 1 de novembre de 2007  | Kitt Peak            | Spacewatch             |
| 300697 | 2007 VE63              | 1 de novembre de 2007  | Kitt Peak            | Spacewatch             |
| 300698 | 2007 VZ65              | 2 de novembre de 2007  | Kitt Peak            | Spacewatch             |
| 300699 | 2007 VY67              | 3 de novembre de 2007  | Mount Lemmon         | Mt. Lemmon Survey      |
| 300700 | 2007 VG72              | 1 de novembre de 2007  | Kitt Peak            | Spacewatch             |

## 300701-300800
| Nom    | Designació provisional | Data de descobriment   | Lloc de descobriment | Descobridor/s          |
| ------ | ---------------------- | ---------------------- | -------------------- | ---------------------- |
| 300701 | 2007 VJ89              | 4 de novembre de 2007  | Socorro              | LINEAR                 |
| 300702 | 2007 VZ90              | 6 de novembre de 2007  | Socorro              | LINEAR                 |
| 300703 | 2007 VG94              | 7 de novembre de 2007  | Bisei SG Center      | BATTeRS                |
| 300704 | 2007 VP94              | 7 de novembre de 2007  | Bisei SG Center      | BATTeRS                |
| 300705 | 2007 VP99              | 2 de novembre de 2007  | Kitt Peak            | Spacewatch             |
| 300706 | 2007 VM100             | 2 de novembre de 2007  | Kitt Peak            | Spacewatch             |
| 300707 | 2007 VY101             | 2 de novembre de 2007  | Mount Lemmon         | Mt. Lemmon Survey      |
| 300708 | 2007 VX102             | 3 de novembre de 2007  | Kitt Peak            | Spacewatch             |
| 300709 | 2007 VU108             | 3 de novembre de 2007  | Kitt Peak            | Spacewatch             |
| 300710 | 2007 VJ110             | 3 de novembre de 2007  | Kitt Peak            | Spacewatch             |
| 300711 | 2007 VN113             | 3 de novembre de 2007  | Kitt Peak            | Spacewatch             |
| 300712 | 2007 VV114             | 3 de novembre de 2007  | Kitt Peak            | Spacewatch             |
| 300713 | 2007 VQ115             | 3 de novembre de 2007  | Kitt Peak            | Spacewatch             |
| 300714 | 2007 VJ117             | 3 de novembre de 2007  | Kitt Peak            | Spacewatch             |
| 300715 | 2007 VO117             | 3 de novembre de 2007  | Lulin                | LUSS                   |
| 300716 | 2007 VP117             | 4 de novembre de 2007  | Kitt Peak            | Spacewatch             |
| 300717 | 2007 VC120             | 5 de novembre de 2007  | Kitt Peak            | Spacewatch             |
| 300718 | 2007 VH120             | 5 de novembre de 2007  | Kitt Peak            | Spacewatch             |
| 300719 | 2007 VG121             | 5 de novembre de 2007  | Kitt Peak            | Spacewatch             |
| 300720 | 2007 VS121             | 5 de novembre de 2007  | Kitt Peak            | Spacewatch             |
| 300721 | 2007 VW124             | 5 de novembre de 2007  | Mount Lemmon         | Mt. Lemmon Survey      |
| 300722 | 2007 VC125             | 5 de novembre de 2007  | Kitt Peak            | Spacewatch             |
| 300723 | 2007 VD125             | 5 de novembre de 2007  | Purple Mountain      | PMO NEO Survey Program |
| 300724 | 2007 VP125             | 7 de novembre de 2007  | Catalina             | CSS                    |
| 300725 | 2007 VP132             | 2 de novembre de 2007  | Mount Lemmon         | Mt. Lemmon Survey      |
| 300726 | 2007 VW132             | 2 de novembre de 2007  | Mount Lemmon         | Mt. Lemmon Survey      |
| 300727 | 2007 VW133             | 2 de novembre de 2007  | Catalina             | CSS                    |
| 300728 | 2007 VV137             | 6 de novembre de 2007  | Purple Mountain      | PMO NEO Survey Program |
| 300729 | 2007 VK141             | 4 de novembre de 2007  | Kitt Peak            | Spacewatch             |
| 300730 | 2007 VF142             | 4 de novembre de 2007  | Kitt Peak            | Spacewatch             |
| 300731 | 2007 VR142             | 4 de novembre de 2007  | Kitt Peak            | Spacewatch             |
| 300732 | 2007 VP144             | 4 de novembre de 2007  | Kitt Peak            | Spacewatch             |
| 300733 | 2007 VE145             | 4 de novembre de 2007  | Kitt Peak            | Spacewatch             |
| 300734 | 2007 VH147             | 28 de gener de 2004    | Kitt Peak            | Spacewatch             |
| 300735 | 2007 VL147             | 4 de novembre de 2007  | Kitt Peak            | Spacewatch             |
| 300736 | 2007 VX148             | 7 de novembre de 2007  | Mount Lemmon         | Mt. Lemmon Survey      |
| 300737 | 2007 VY148             | 7 de novembre de 2007  | Mount Lemmon         | Mt. Lemmon Survey      |
| 300738 | 2007 VP155             | 5 de novembre de 2007  | Kitt Peak            | Spacewatch             |
| 300739 | 2007 VZ157             | 5 de novembre de 2007  | Kitt Peak            | Spacewatch             |
| 300740 | 2007 VT161             | 5 de novembre de 2007  | Kitt Peak            | Spacewatch             |
| 300741 | 2007 VJ165             | 5 de novembre de 2007  | Kitt Peak            | Spacewatch             |
| 300742 | 2007 VN167             | 5 de novembre de 2007  | Kitt Peak            | Spacewatch             |
| 300743 | 2007 VS171             | 7 de novembre de 2007  | Kitt Peak            | Spacewatch             |
| 300744 | 2007 VO180             | 7 de novembre de 2007  | Catalina             | CSS                    |
| 300745 | 2007 VU189             | 13 de novembre de 2007 | La Sagra             | La Sagra               |
| 300746 | 2007 VR190             | 8 de novembre de 2007  | Kitt Peak            | Spacewatch             |
| 300747 | 2007 VV191             | 4 de novembre de 2007  | Mount Lemmon         | Mt. Lemmon Survey      |
| 300748 | 2007 VD192             | 4 de novembre de 2007  | Mount Lemmon         | Mt. Lemmon Survey      |
| 300749 | 2007 VP192             | 4 de novembre de 2007  | Mount Lemmon         | Mt. Lemmon Survey      |
| 300750 | 2007 VC201             | 9 de novembre de 2007  | Mount Lemmon         | Mt. Lemmon Survey      |
| 300751 | 2007 VL209             | 7 de novembre de 2007  | Kitt Peak            | Spacewatch             |
| 300752 | 2007 VX211             | 9 de novembre de 2007  | Kitt Peak            | Spacewatch             |
| 300753 | 2007 VL215             | 9 de novembre de 2007  | Kitt Peak            | Spacewatch             |
| 300754 | 2007 VL221             | 12 de novembre de 2007 | Mount Lemmon         | Mt. Lemmon Survey      |
| 300755 | 2007 VY221             | 13 de novembre de 2007 | Kitt Peak            | Spacewatch             |
| 300756 | 2007 VR224             | 9 de novembre de 2007  | Mount Lemmon         | Mt. Lemmon Survey      |
| 300757 | 2007 VK229             | 7 de novembre de 2007  | Kitt Peak            | Spacewatch             |
| 300758 | 2007 VZ229             | 7 de novembre de 2007  | Kitt Peak            | Spacewatch             |
| 300759 | 2007 VC234             | 9 de novembre de 2007  | Eskridge             | G. Hug                 |
| 300760 | 2007 VP235             | 9 de novembre de 2007  | Kitt Peak            | Spacewatch             |
| 300761 | 2007 VE237             | 11 de novembre de 2007 | Mount Lemmon         | Mt. Lemmon Survey      |
| 300762 | 2007 VR238             | 13 de novembre de 2007 | Kitt Peak            | Spacewatch             |
| 300763 | 2007 VN240             | 7 de novembre de 2007  | Catalina             | CSS                    |
| 300764 | 2007 VV242             | 13 de novembre de 2007 | Mount Lemmon         | Mt. Lemmon Survey      |
| 300765 | 2007 VL244             | 15 de novembre de 2007 | La Sagra             | La Sagra               |
| 300766 | 2007 VX244             | 14 de novembre de 2007 | Bisei SG Center      | BATTeRS                |
| 300767 | 2007 VU247             | 13 de novembre de 2007 | Mount Lemmon         | Mt. Lemmon Survey      |
| 300768 | 2007 VE251             | 9 de novembre de 2007  | Catalina             | CSS                    |
| 300769 | 2007 VT251             | 10 de novembre de 2007 | Mount Lemmon         | Mt. Lemmon Survey      |
| 300770 | 2007 VW251             | 12 de novembre de 2007 | Catalina             | CSS                    |
| 300771 | 2007 VN257             | 13 de novembre de 2007 | Catalina             | CSS                    |
| 300772 | 2007 VO257             | 13 de novembre de 2007 | Catalina             | CSS                    |
| 300773 | 2007 VV258             | 15 de novembre de 2007 | Mount Lemmon         | Mt. Lemmon Survey      |
| 300774 | 2007 VH261             | 13 de novembre de 2007 | Kitt Peak            | Spacewatch             |
| 300775 | 2007 VN261             | 13 de novembre de 2007 | Kitt Peak            | Spacewatch             |
| 300776 | 2007 VA269             | 12 de novembre de 2007 | Socorro              | LINEAR                 |
| 300777 | 2007 VU276             | 14 de novembre de 2007 | Kitt Peak            | Spacewatch             |
| 300778 | 2007 VT279             | 14 de novembre de 2007 | Kitt Peak            | Spacewatch             |
| 300779 | 2007 VM285             | 14 de novembre de 2007 | Kitt Peak            | Spacewatch             |
| 300780 | 2007 VY285             | 14 de novembre de 2007 | Kitt Peak            | Spacewatch             |
| 300781 | 2007 VW286             | 15 de novembre de 2007 | Catalina             | CSS                    |
| 300782 | 2007 VX286             | 15 de novembre de 2007 | Catalina             | CSS                    |
| 300783 | 2007 VF287             | 15 de novembre de 2007 | Catalina             | CSS                    |
| 300784 | 2007 VL299             | 12 de novembre de 2007 | Catalina             | CSS                    |
| 300785 | 2007 VN303             | 3 de novembre de 2007  | Catalina             | CSS                    |
| 300786 | 2007 VF309             | 9 de novembre de 2007  | Mount Lemmon         | Mt. Lemmon Survey      |
| 300787 | 2007 VA312             | 2 de novembre de 2007  | Kitt Peak            | Spacewatch             |
| 300788 | 2007 VG315             | 5 de novembre de 2007  | Mount Lemmon         | Mt. Lemmon Survey      |
| 300789 | 2007 VN315             | 6 de novembre de 2007  | Kitt Peak            | Spacewatch             |
| 300790 | 2007 VF318             | 1 de novembre de 2007  | Kitt Peak            | Spacewatch             |
| 300791 | 2007 VF321             | 8 de novembre de 2007  | Kitt Peak            | Spacewatch             |
| 300792 | 2007 VN321             | 13 de novembre de 2007 | Mount Lemmon         | Mt. Lemmon Survey      |
| 300793 | 2007 VX321             | 8 de novembre de 2007  | Catalina             | CSS                    |
| 300794 | 2007 VU323             | 4 de novembre de 2007  | Socorro              | LINEAR                 |
| 300795 | 2007 VM331             | 6 de novembre de 2007  | Kitt Peak            | Spacewatch             |
| 300796 | 2007 VR331             | 7 de novembre de 2007  | Kitt Peak            | Spacewatch             |
| 300797 | 2007 VT331             | 7 de novembre de 2007  | Kitt Peak            | Spacewatch             |
| 300798 | 2007 VV331             | 7 de novembre de 2007  | Mount Lemmon         | Mt. Lemmon Survey      |
| 300799 | 2007 VZ331             | 7 de novembre de 2007  | Mount Lemmon         | Mt. Lemmon Survey      |
| 300800 | 2007 VB332             | 7 de novembre de 2007  | Socorro              | LINEAR                 |

## 300801-300900
| Nom             | Designació provisional | Data de descobriment   | Lloc de descobriment | Descobridor/s          |
| --------------- | ---------------------- | ---------------------- | -------------------- | ---------------------- |
| 300801          | 2007 VC332             | 7 de novembre de 2007  | Socorro              | LINEAR                 |
| 300802          | 2007 WJ                | 17 de novembre de 2007 | Bisei SG Center      | BATTeRS                |
| 300803          | 2007 WK1               | 16 de novembre de 2007 | Dauban               | Chante-Perdrix         |
| 300804          | 2007 WB2               | 17 de novembre de 2007 | Bisei SG Center      | BATTeRS                |
| 300805          | 2007 WY5               | 17 de novembre de 2007 | Socorro              | LINEAR                 |
| 300806          | 2007 WU6               | 18 de novembre de 2007 | Socorro              | LINEAR                 |
| 300807          | 2007 WW6               | 18 de novembre de 2007 | Socorro              | LINEAR                 |
| 300808          | 2007 WM12              | 17 de novembre de 2007 | Catalina             | CSS                    |
| 300809          | 2007 WJ13              | 18 de novembre de 2007 | Mount Lemmon         | Mt. Lemmon Survey      |
| 300810          | 2007 WZ14              | 18 de novembre de 2007 | Mount Lemmon         | Mt. Lemmon Survey      |
| 300811          | 2007 WN21              | 17 de novembre de 2007 | Kitt Peak            | Spacewatch             |
| 300812          | 2007 WE22              | 17 de novembre de 2007 | Kitt Peak            | Spacewatch             |
| 300813          | 2007 WA24              | 18 de novembre de 2007 | Mount Lemmon         | Mt. Lemmon Survey      |
| 300814          | 2007 WG24              | 14 de setembre de 2007 | Mount Lemmon         | Mt. Lemmon Survey      |
| 300815          | 2007 WD36              | 19 de novembre de 2007 | Mount Lemmon         | Mt. Lemmon Survey      |
| 300816          | 2007 WF36              | 19 de novembre de 2007 | Mount Lemmon         | Mt. Lemmon Survey      |
| 300817          | 2007 WY43              | 19 de novembre de 2007 | Mount Lemmon         | Mt. Lemmon Survey      |
| 300818          | 2007 WJ44              | 19 de novembre de 2007 | Mount Lemmon         | Mt. Lemmon Survey      |
| 300819          | 2007 WD46              | 20 de novembre de 2007 | Mount Lemmon         | Mt. Lemmon Survey      |
| 300820          | 2007 WV52              | 17 de novembre de 2007 | Eskridge             | G. Hug                 |
| 300821          | 2007 WH55              | 30 de novembre de 2007 | La Sagra             | La Sagra               |
| 300822          | 2007 WE56              | 30 de novembre de 2007 | Lulin                | T.-C. Yang, Q.-z. Ye   |
| 300823          | 2007 WJ61              | 16 de novembre de 2007 | Socorro              | LINEAR                 |
| 300824          | 2007 XR3               | 3 de desembre de 2007  | 7300                 | W. K. Y. Yeung         |
| 300825          | 2007 XL9               | 4 de desembre de 2007  | Mount Lemmon         | Mt. Lemmon Survey      |
| 300826          | 2007 XJ13              | 4 de desembre de 2007  | Catalina             | CSS                    |
| 300827          | 2007 XT17              | 10 de desembre de 2007 | Socorro              | LINEAR                 |
| 300828          | 2007 XE20              | 11 de setembre de 2002 | Palomar              | NEAT                   |
| 300829          | 2007 XQ20              | 12 de desembre de 2007 | La Sagra             | La Sagra               |
| 300830          | 2007 XK22              | 10 de desembre de 2007 | Socorro              | LINEAR                 |
| 300831          | 2007 XE25              | 15 de desembre de 2007 | Kanab                | E. Sheridan            |
| 300832          | 2007 XV28              | 15 de desembre de 2007 | Kitt Peak            | Spacewatch             |
| 300833          | 2007 XJ30              | 15 de desembre de 2007 | Kitt Peak            | Spacewatch             |
| 300834          | 2007 XS32              | 15 de desembre de 2007 | Kitt Peak            | Spacewatch             |
| 300835          | 2007 XQ33              | 10 de desembre de 2007 | Socorro              | LINEAR                 |
| 300836          | 2007 XX34              | 13 de desembre de 2007 | Socorro              | LINEAR                 |
| 300837          | 2007 XA35              | 13 de desembre de 2007 | Socorro              | LINEAR                 |
| 300838          | 2007 XL36              | 13 de desembre de 2007 | Socorro              | LINEAR                 |
| 300839          | 2007 XZ38              | 13 de desembre de 2007 | Socorro              | LINEAR                 |
| 300840          | 2007 XT42              | 15 de desembre de 2007 | Kitt Peak            | Spacewatch             |
| 300841          | 2007 XW47              | 15 de desembre de 2007 | Kitt Peak            | Spacewatch             |
| 300842          | 2007 XA50              | 15 de desembre de 2007 | Kitt Peak            | Spacewatch             |
| 300843          | 2007 XP53              | 14 de desembre de 2007 | Mount Lemmon         | Mt. Lemmon Survey      |
| 300844          | 2007 XT54              | 4 de desembre de 2007  | Kitt Peak            | Spacewatch             |
| 300845          | 2007 YH3               | 17 de desembre de 2007 | Eskridge             | G. Hug                 |
| 300846          | 2007 YU9               | 16 de desembre de 2007 | Mount Lemmon         | Mt. Lemmon Survey      |
| 300847          | 2007 YV13              | 17 de desembre de 2007 | Mount Lemmon         | Mt. Lemmon Survey      |
| 300848          | 2007 YX14              | 19 de desembre de 2007 | Bisei SG Center      | BATTeRS                |
| 300849          | 2007 YP17              | 16 de desembre de 2007 | Kitt Peak            | Spacewatch             |
| 300850          | 2007 YX18              | 3 de desembre de 2007  | Kitt Peak            | Spacewatch             |
| 300851          | 2007 YD25              | 18 de desembre de 2007 | Mount Lemmon         | Mt. Lemmon Survey      |
| 300852          | 2007 YR30              | 28 de desembre de 2007 | Kitt Peak            | Spacewatch             |
| 300853          | 2007 YR31              | 28 de desembre de 2007 | Kitt Peak            | Spacewatch             |
| 300854          | 2007 YV31              | 28 de desembre de 2007 | Lulin                | LUSS                   |
| 300855          | 2007 YZ33              | 28 de desembre de 2007 | Kitt Peak            | Spacewatch             |
| 300856          | 2007 YP36              | 30 de desembre de 2007 | Mount Lemmon         | Mt. Lemmon Survey      |
| 300857          | 2007 YW37              | 30 de desembre de 2007 | Mount Lemmon         | Mt. Lemmon Survey      |
| 300858          | 2007 YD43              | 30 de desembre de 2007 | Catalina             | CSS                    |
| 300859          | 2007 YP45              | 30 de desembre de 2007 | Mount Lemmon         | Mt. Lemmon Survey      |
| 300860          | 2007 YW46              | 30 de desembre de 2007 | Mount Lemmon         | Mt. Lemmon Survey      |
| 300861          | 2007 YJ51              | 28 de desembre de 2007 | Kitt Peak            | Spacewatch             |
| 300862          | 2007 YS68              | 30 de desembre de 2007 | Kitt Peak            | Spacewatch             |
| 300863          | 2007 YA69              | 17 de desembre de 2007 | Kitt Peak            | Spacewatch             |
| 300864          | 2007 YM69              | 30 de desembre de 2007 | Kitt Peak            | Spacewatch             |
| 300865          | 2007 YR71              | 17 de desembre de 2007 | Mount Lemmon         | Mt. Lemmon Survey      |
| 300866          | 2007 YC72              | 18 de desembre de 2007 | Mount Lemmon         | Mt. Lemmon Survey      |
| 300867          | 2008 AR4               | 4 de gener de 2008     | Purple Mountain      | PMO NEO Survey Program |
| 300868          | 2008 AN11              | 10 de gener de 2008    | Mount Lemmon         | Mt. Lemmon Survey      |
| 300869          | 2008 AA13              | 10 de gener de 2008    | Mount Lemmon         | Mt. Lemmon Survey      |
| 300870          | 2008 AS24              | 10 de gener de 2008    | Mount Lemmon         | Mt. Lemmon Survey      |
| 300871          | 2008 AT27              | 10 de gener de 2008    | Mount Lemmon         | Mt. Lemmon Survey      |
| 300872          | 2008 AV29              | 5 de gener de 2008     | Bisei SG Center      | BATTeRS                |
| 300873          | 2008 AD32              | 11 de gener de 2008    | Kitt Peak            | Spacewatch             |
| 300874          | 2008 AV54              | 11 de gener de 2008    | Kitt Peak            | Spacewatch             |
| 300875          | 2008 AM65              | 11 de gener de 2008    | Mount Lemmon         | Mt. Lemmon Survey      |
| 300876          | 2008 AT74              | 11 de gener de 2008    | Kitt Peak            | Spacewatch             |
| 300877          | 2008 AO78              | 12 de gener de 2008    | Kitt Peak            | Spacewatch             |
| 300878          | 2008 AX78              | 12 de gener de 2008    | Kitt Peak            | Spacewatch             |
| 300879          | 2008 AE87              | 12 de gener de 2008    | Mount Lemmon         | Mt. Lemmon Survey      |
| 300880          | 2008 AM92              | 14 de gener de 2008    | Kitt Peak            | Spacewatch             |
| 300881          | 2008 AO96              | 14 de gener de 2008    | Kitt Peak            | Spacewatch             |
| 300882          | 2008 AU96              | 14 de gener de 2008    | Kitt Peak            | Spacewatch             |
| 300883          | 2008 AT116             | 12 de gener de 2008    | Kitt Peak            | Spacewatch             |
| 300884          | 2008 AJ118             | 14 de gener de 2008    | Kitt Peak            | Spacewatch             |
| 300885          | 2008 AJ136             | 12 de gener de 2008    | Socorro              | LINEAR                 |
| 300886          | 2008 AT136             | 13 de gener de 2008    | Kitt Peak            | Spacewatch             |
| 300887          | 2008 AH137             | 15 de gener de 2008    | Socorro              | LINEAR                 |
| 300888          | 2008 AM137             | 1 de gener de 2008     | Mount Lemmon         | Mt. Lemmon Survey      |
| 300889          | 2008 BL5               | 16 de gener de 2008    | Mount Lemmon         | Mt. Lemmon Survey      |
| 300890          | 2008 BC12              | 18 de gener de 2008    | Kitt Peak            | Spacewatch             |
| 300891          | 2008 BO13              | 19 de gener de 2008    | Kitt Peak            | Spacewatch             |
| 300892 Taichung | 2008 BT15              | 28 de gener de 2008    | Lulin                | C.-S. Lin, Q.-z. Ye    |
| 300893          | 2008 BY16              | 28 de gener de 2008    | La Sagra             | La Sagra               |
| 300894          | 2008 BB18              | 30 de gener de 2008    | Mount Lemmon         | Mt. Lemmon Survey      |
| 300895          | 2008 BW23              | 31 de gener de 2008    | Catalina             | CSS                    |
| 300896          | 2008 BF24              | 30 de gener de 2008    | Catalina             | CSS                    |
| 300897          | 2008 BQ24              | 30 de gener de 2008    | La Sagra             | La Sagra               |
| 300898          | 2008 BC25              | 30 de gener de 2008    | Eskridge             | G. Hug                 |
| 300899          | 2008 BX30              | 30 de gener de 2008    | Mount Lemmon         | Mt. Lemmon Survey      |
| 300900          | 2008 BX32              | 30 de gener de 2008    | Kitt Peak            | Spacewatch             |

## 300901-301000
| Nom                | Designació provisional | Data de descobriment | Lloc de descobriment | Descobridor/s         |
| ------------------ | ---------------------- | -------------------- | -------------------- | --------------------- |
| 300901             | 2008 BH33              | 30 de gener de 2008  | Kitt Peak            | Spacewatch            |
| 300902             | 2008 BE34              | 30 de gener de 2008  | Catalina             | CSS                   |
| 300903             | 2008 BX38              | 31 de gener de 2008  | Mount Lemmon         | Mt. Lemmon Survey     |
| 300904             | 2008 BL39              | 30 de gener de 2008  | Catalina             | CSS                   |
| 300905             | 2008 BZ40              | 31 de gener de 2008  | La Sagra             | La Sagra              |
| 300906             | 2008 BQ41              | 30 de gener de 2008  | Catalina             | CSS                   |
| 300907             | 2008 BJ42              | 31 de gener de 2008  | Catalina             | CSS                   |
| 300908             | 2008 BV43              | 30 de gener de 2008  | Catalina             | CSS                   |
| 300909 Kenthompson | 2008 BZ45              | 30 de gener de 2008  | Vail-Jarnac          | T. Glinos, D. H. Levy |
| 300910             | 2008 BF48              | 17 de gener de 2008  | Mount Lemmon         | Mt. Lemmon Survey     |
| 300911             | 2008 BG48              | 17 de gener de 2008  | Kitt Peak            | Spacewatch            |
| 300912             | 2008 BC50              | 17 de gener de 2008  | Kitt Peak            | Spacewatch            |
| 300913             | 2008 CL                | 1 de febrer de 2008  | Vail-Jarnac          | Jarnac                |
| 300914             | 2008 CS3               | 2 de febrer de 2008  | Kitt Peak            | Spacewatch            |
| 300915             | 2008 CQ10              | 2 de febrer de 2008  | Catalina             | CSS                   |
| 300916             | 2008 CM16              | 3 de febrer de 2008  | Kitt Peak            | Spacewatch            |
| 300917             | 2008 CO16              | 3 de febrer de 2008  | Kitt Peak            | Spacewatch            |
| 300918             | 2008 CU16              | 3 de febrer de 2008  | Kitt Peak            | Spacewatch            |
| 300919             | 2008 CX16              | 3 de febrer de 2008  | Kitt Peak            | Spacewatch            |
| 300920             | 2008 CA28              | 2 de febrer de 2008  | Kitt Peak            | Spacewatch            |
| 300921             | 2008 CC29              | 2 de febrer de 2008  | Kitt Peak            | Spacewatch            |
| 300922             | 2008 CU36              | 2 de febrer de 2008  | Kitt Peak            | Spacewatch            |
| 300923             | 2008 CA54              | 7 de febrer de 2008  | Catalina             | CSS                   |
| 300924             | 2008 CR54              | 7 de febrer de 2008  | Mount Lemmon         | Mt. Lemmon Survey     |
| 300925             | 2008 CO68              | 6 de febrer de 2008  | Socorro              | LINEAR                |
| 300926             | 2008 CJ69              | 8 de febrer de 2008  | Socorro              | LINEAR                |
| 300927             | 2008 CE71              | 3 de febrer de 2008  | Catalina             | CSS                   |
| 300928             | 2008 CQ72              | 9 de febrer de 2008  | Saint-Sulpice        | B. Christophe         |
| 300929             | 2008 CU73              | 6 de febrer de 2008  | Catalina             | CSS                   |
| 300930             | 2008 CQ77              | 6 de febrer de 2008  | Catalina             | CSS                   |
| 300931             | 2008 CS97              | 9 de febrer de 2008  | Kitt Peak            | Spacewatch            |
| 300932 Kyslyuk     | 2008 CL117             | 11 de febrer de 2008 | Andrushivka          | Andrushivka           |
| 300933             | 2008 CG118             | 8 de febrer de 2008  | Costitx              | OAM                   |
| 300934             | 2008 CS119             | 14 de febrer de 2008 | Taunus               | R. Kling, U. Zimmer   |
| 300935             | 2008 CH125             | 8 de febrer de 2008  | Kitt Peak            | Spacewatch            |
| 300936             | 2008 CE129             | 20 de gener de 2002  | Kitt Peak            | Spacewatch            |
| 300937             | 2008 CR131             | 8 de febrer de 2008  | Kitt Peak            | Spacewatch            |
| 300938             | 2008 CF135             | 8 de febrer de 2008  | Mount Lemmon         | Mt. Lemmon Survey     |
| 300939             | 2008 CD138             | 8 de febrer de 2008  | Kitt Peak            | Spacewatch            |
| 300940             | 2008 CQ140             | 8 de febrer de 2008  | Kitt Peak            | Spacewatch            |
| 300941             | 2008 CE155             | 9 de febrer de 2008  | Mount Lemmon         | Mt. Lemmon Survey     |
| 300942             | 2008 CM168             | 12 de febrer de 2008 | Mount Lemmon         | Mt. Lemmon Survey     |
| 300943             | 2008 CT175             | 6 de febrer de 2008  | Socorro              | LINEAR                |
| 300944             | 2008 CC176             | 6 de febrer de 2008  | Socorro              | LINEAR                |
| 300945             | 2008 CM177             | 3 de febrer de 2008  | Kitt Peak            | Spacewatch            |
| 300946             | 2008 CC179             | 6 de febrer de 2008  | Catalina             | CSS                   |
| 300947             | 2008 CP183             | 13 de febrer de 2008 | Catalina             | CSS                   |
| 300948             | 2008 CV184             | 10 de febrer de 2008 | Siding Spring        | Siding Spring Survey  |
| 300949             | 2008 CM185             | 1 de febrer de 2008  | Kitt Peak            | Spacewatch            |
| 300950             | 2008 CJ193             | 2 de febrer de 2008  | Kitt Peak            | Spacewatch            |
| 300951             | 2008 CK193             | 2 de febrer de 2008  | Kitt Peak            | Spacewatch            |
| 300952             | 2008 CS194             | 12 de febrer de 2008 | Mount Lemmon         | Mt. Lemmon Survey     |
| 300953             | 2008 CS203             | 12 de febrer de 2008 | Kitt Peak            | Spacewatch            |
| 300954             | 2008 CY209             | 10 de febrer de 2008 | Socorro              | LINEAR                |
| 300955             | 2008 DR1               | 24 de febrer de 2008 | Mount Lemmon         | Mt. Lemmon Survey     |
| 300956             | 2008 DA7               | 24 de febrer de 2008 | Kitt Peak            | Spacewatch            |
| 300957             | 2008 DN11              | 26 de febrer de 2008 | Kitt Peak            | Spacewatch            |
| 300958             | 2008 DH13              | 26 de febrer de 2008 | Kitt Peak            | Spacewatch            |
| 300959             | 2008 DF24              | 27 de febrer de 2008 | Mount Lemmon         | Mt. Lemmon Survey     |
| 300960             | 2008 DR29              | 26 de febrer de 2008 | Mount Lemmon         | Mt. Lemmon Survey     |
| 300961             | 2008 DQ33              | 27 de febrer de 2008 | Catalina             | CSS                   |
| 300962             | 2008 DU33              | 27 de febrer de 2008 | Catalina             | CSS                   |
| 300963             | 2008 DH48              | 28 de febrer de 2008 | Mount Lemmon         | Mt. Lemmon Survey     |
| 300964             | 2008 DP51              | 29 de febrer de 2008 | Mount Lemmon         | Mt. Lemmon Survey     |
| 300965             | 2008 DM52              | 29 de febrer de 2008 | Kitt Peak            | Spacewatch            |
| 300966             | 2008 DH71              | 18 de febrer de 2008 | Mount Lemmon         | Mt. Lemmon Survey     |
| 300967             | 2008 DQ83              | 28 de febrer de 2008 | Kitt Peak            | Spacewatch            |
| 300968             | 2008 EN3               | 1 de març de 2008    | Mount Lemmon         | Mt. Lemmon Survey     |
| 300969             | 2008 EJ19              | 2 de març de 2008    | Mount Lemmon         | Mt. Lemmon Survey     |
| 300970             | 2008 EQ29              | 4 de març de 2008    | Mount Lemmon         | Mt. Lemmon Survey     |
| 300971             | 2008 EQ38              | 4 de març de 2008    | Kitt Peak            | Spacewatch            |
| 300972             | 2008 EY45              | 5 de març de 2008    | Kitt Peak            | Spacewatch            |
| 300973             | 2008 EW50              | 6 de març de 2008    | Mount Lemmon         | Mt. Lemmon Survey     |
| 300974             | 2008 EH83              | 9 de març de 2008    | Socorro              | LINEAR                |
| 300975             | 2008 EM83              | 9 de març de 2008    | Socorro              | LINEAR                |
| 300976             | 2008 ER85              | 7 de març de 2008    | Kitt Peak            | Spacewatch            |
| 300977             | 2008 EE91              | 1 de març de 2008    | Catalina             | CSS                   |
| 300978             | 2008 ED98              | 7 de març de 2008    | Catalina             | CSS                   |
| 300979             | 2008 EZ103             | 5 de març de 2008    | Mount Lemmon         | Mt. Lemmon Survey     |
| 300980             | 2008 ED108             | 7 de març de 2008    | Catalina             | CSS                   |
| 300981             | 2008 EU130             | 11 de març de 2008   | Kitt Peak            | Spacewatch            |
| 300982             | 2008 EJ133             | 4 d'abril de 2003    | Kitt Peak            | Spacewatch            |
| 300983             | 2008 EK138             | 11 de març de 2008   | Mount Lemmon         | Mt. Lemmon Survey     |
| 300984             | 2008 ES163             | 14 de març de 2008   | Catalina             | CSS                   |
| 300985             | 2008 FB1               | 25 de març de 2008   | Kitt Peak            | Spacewatch            |
| 300986             | 2008 FL1               | 25 de març de 2008   | Kitt Peak            | Spacewatch            |
| 300987             | 2008 FT8               | 26 de març de 2008   | Kitt Peak            | Spacewatch            |
| 300988             | 2008 FW11              | 26 de març de 2008   | Mount Lemmon         | Mt. Lemmon Survey     |
| 300989             | 2008 FK16              | 27 de març de 2008   | Kitt Peak            | Spacewatch            |
| 300990             | 2008 FN29              | 28 de març de 2008   | Mount Lemmon         | Mt. Lemmon Survey     |
| 300991             | 2008 FF41              | 28 de març de 2008   | Kitt Peak            | Spacewatch            |
| 300992             | 2008 FB62              | 25 de març de 2008   | Kitt Peak            | Spacewatch            |
| 300993             | 2008 FP117             | 31 de març de 2008   | Kitt Peak            | Spacewatch            |
| 300994             | 2008 FS134             | 30 de març de 2008   | Kitt Peak            | Spacewatch            |
| 300995             | 2008 GJ20              | 8 d'abril de 2008    | Mount Lemmon         | Mt. Lemmon Survey     |
| 300996             | 2008 GG21              | 7 d'abril de 2008    | Wildberg             | R. Apitzsch           |
| 300997             | 2008 GM23              | 1 d'abril de 2008    | Mount Lemmon         | Mt. Lemmon Survey     |
| 300998             | 2008 GF34              | 3 d'abril de 2008    | Mount Lemmon         | Mt. Lemmon Survey     |
| 300999             | 2008 GP49              | 12 de març de 2007   | Kitt Peak            | Spacewatch            |
| 301000             | 2008 GG69              | 6 d'abril de 2008    | Kitt Peak            | Spacewatch            |